# Китай на зимових Олімпійських іграх 2022
Китайська Народна Республіка була країною-господаркою зимових Олімпійських ігор 2022, що тривали з 4 до 20 лютого в Пекіні.. Збірна Китаю складалася зі 176-ти спортсменів.
Чжао Дань і Гао Тін'юй несли прапор своєї країни на церемонії відкриття. А нести прапор на церемонії закриття доручили Сюй Ментао і Гао Тін'юй.

## Медалісти
| Медаль | Ім'я                                                  | Вид спорту          | Дисципліна                   | Дата      |
| ------ | ----------------------------------------------------- | ------------------- | ---------------------------- | --------- |
| Золото | Цюй Чуньюй Фань Кесінь У Дацзін Жень Цзивей Чжан Ютін | Шорт-трек           | Змішана естафета 2000 метрів | 5 лютого  |
| Золото | Жень Цзивей                                           | Шорт-трек           | 1000 метрів (чоловіки)       | 7 лютого  |
| Золото | Ейлін Гу                                              | Фристайл            | Біг-ейр (жінки)              | 8 лютого  |
| Золото | Гао Тін'юй                                            | Ковзанярський спорт | 500 метрів (чоловіки)        | 12 лютого |
| Золото | Сюй Ментао                                            | Фристайл            | Акробатика (жінки)           | 14 лютого |
| Золото | Су Їмін                                               | Сноубординг         | Біг-ейр (чоловіки)           | 15 лютого |
| Золото | Ці Гуанпу                                             | Фристайл            | Акробатика (чоловіки)        | 16 лютого |
| Золото | Ейлін Гу                                              | Фристайл            | Хафпайп (жінки)              | 18 лютого |
| Золото | Суй Веньцзін Хань Цун                                 | Фігурне катання     | Пари                         | 19 лютого |
| Срібло | Су Їмін                                               | Сноубординг         | Слоупстайл (чоловіки)        | 7 лютого  |
| Срібло | Li Wenlong                                            | Шорт-трек           | 1000 метрів (чоловіки)       | 7 лютого  |
| Срібло | Сюй Ментао Цзя Цзун'ян Ці Гуанпу                      | Фристайл            | Акробатика (змішані команди) | 10 лютого |
| Срібло | Ейлін Гу                                              | Фристайл            | Слоупстайл (жінки)           | 15 лютого |
| Бронза | Янь Веньган                                           | Скелетон            | Чоловіки                     | 11 лютого |
| Бронза | Хань Ютон Цюй Чуньюй Фань Кесінь Чжан Ютін            | Шорт-трек           | Естафета 3000 метрів (жінки) | 13 лютого |

## Спортсмени
Кількість спортсменів, що взяли участь в Іграх, за видами спорту.
| Вид спорту          | Чоловіки | Жінки | Загалом |
| ------------------- | -------- | ----- | ------- |
| Гірськолижний спорт | 2        | 2     | 4       |
| Біатлон             | 4        | 4     | 8       |
| Бобслей             | 8        | 4     | 12      |
| Лижні перегони      | 6        | 6     | 12      |
| Керлінг             | 6        | 6     | 12      |
| Фігурне катання     | 4        | 4     | 8       |
| Фристайл            | 9        | 12    | 21      |
| Хокей               | 25       | 23    | 48      |
| Санний спорт        | 3        | 1     | 4       |
| Лижне двоборство    | 1        | 0     | 1       |
| Шорт-трек           | 5        | 5     | 10      |
| Скелетон            | 2        | 2     | 4       |
| Стрибки з трампліна | 1        | 2     | 3       |
| Ковзанярський спорт | 6        | 8     | 14      |
| Сноубординг         | 5        | 8     | 13      |
| Загалом             | 89       | 87    | 176     |

## Гірськолижний спорт
Від Китаю як країни-господарки на Ігри кваліфікувалися два гірськолижники і дві гірськолижниці.
| Спортсмен  | Дисципліна                    | 1-й спуск | 1-й спуск | 2-й спуск    | 2-й спуск    | Сума         | Сума         |
| Спортсмен  | Дисципліна                    | Час       | Місце     | Час          | Місце        | Час          | Місце        |
| ---------- | ----------------------------- | --------- | --------- | ------------ | ------------ | ------------ | ------------ |
| Сюй Мінфу  | Комбінація (чоловіки)         | 1:55.32   | 24        | 1:05.08      | 17           | 3:00.40      | 17           |
| Чжан Янмін | Комбінація (чоловіки)         | 1:55.25   | 23        | 54.47        | 13           | 2:49.72      | 16           |
| Сюй Мінфу  | Швидкісний спуск (чоловіки)   | Н/Д       | Н/Д       | Н/Д          | Н/Д          | 1:56.93      | 36           |
| Чжан Янмін | Швидкісний спуск (чоловіки)   | Н/Д       | Н/Д       | Н/Д          | Н/Д          | НФ           | НФ           |
| Сюй Мінфу  | Гігантський слалом (чоловіки) | 1:15.96   | 41        | 1:17.26      | 31           | 2:33.22      | 33           |
| Чжан Янмін | Гігантський слалом (чоловіки) | 1:15.66   | 40        | 1:19.51      | 35           | 2:35.17      | 36           |
| Сюй Мінфу  | Слалом (чоловіки)             | НФ        | НФ        | Не потрапив  | Не потрапив  | Не потрапив  | Не потрапив  |
| Чжан Янмін | Слалом (чоловіки)             | НФ        | НФ        | Не потрапив  | Не потрапив  | Не потрапив  | Не потрапив  |
| Сюй Мінфу  | Супергігант (чоловіки)        | Н/Д       | Н/Д       | Н/Д          | Н/Д          | НФ           | НФ           |
| Чжан Янмін | Супергігант (чоловіки)        | Н/Д       | Н/Д       | Н/Д          | Н/Д          | 1:29.39      | 33           |
| Кон Фаньїн | Комбінація (жінки)            | 1:41.95   | 24        | 1:05.73      | 15           | 2:47.68      | 15           |
| Кон Фаньїн | Швидкісний спуск (жінки)      | Н/Д       | Н/Д       | Н/Д          | Н/Д          | 1:44.53      | 31           |
| Кон Фаньїн | Гігантський слалом (жінки)    | 1:08.25   | 50        | 1:07.17      | 41           | 2:15.42      | 40           |
| Ні Юемін   | Гігантський слалом (жінки)    | 1:08.75   | 53        | 1:08.31      | 43           | 2:17.06      | 44           |
| Кон Фаньїн | Слалом (жінки)                | 1:05.97   | 54        | 1:05.98      | 47           | 2:11.95      | 47           |
| Ні Юемін   | Слалом (жінки)                | НФ        | НФ        | Не потрапила | Не потрапила | Не потрапила | Не потрапила |
| Кон Фаньїн | Супергігант (жінки)           | Н/Д       | Н/Д       | Н/Д          | Н/Д          | 1:23.51      | 41           |
| Ні Юемін   | Супергігант (жінки)           | Н/Д       | Н/Д       | Н/Д          | Н/Д          | 1:22.59      | 40           |

Змішані
| Спортсмени                               | Дисципліна | 1/8 фіналу            | Чвертьфінали       | Півфінали          | Фінал / БМ         | Фінал / БМ |
| Спортсмени                               | Дисципліна | Суперник Результат    | Суперник Результат | Суперник Результат | Суперник Результат | Місце      |
| ---------------------------------------- | ---------- | --------------------- | ------------------ | ------------------ | ------------------ | ---------- |
| Сюй Мінфу Чжан Янмін Кон Фаньїн Ні Юемін | Команди    | Швейцарія (SUI) L 0–4 | Не потрапили       | Не потрапили       | Не потрапили       | 15         |

## Біатлон
Чоловіки
| Спортсмен                                       | Дисципліна              | Час       | Хиби         | Місце |
| ----------------------------------------------- | ----------------------- | --------- | ------------ | ----- |
| Чен Фанмін                                      | Індивідуальні перегони  | 56:07.8   | 6 (2+1+0+3)  | 69    |
| Янь Син'юань                                    | Індивідуальні перегони  | 53:40.6   | 3 (1+1+1+0)  | 39    |
| Чжан Чуньюй                                     | Індивідуальні перегони  | 1:07:12.2 | 12 (2+4+5+1) | 92    |
| Чжу Чженьюй                                     | Індивідуальні перегони  | 58:42.6   | 4 (1+2+1+0)  | 83    |
| Чен Фанмін                                      | Масстарт                | 44:26.8   | 4 (4+0+0+0)  | 30    |
| Чен Фанмін                                      | Перегони переслідування | 43:30.4   | 4 (1+2+1+0)  | 22    |
| Янь Син'юань                                    | Перегони переслідування | 45:30.2   | 5 (2+1+1+1)  | 41    |
| Чен Фанмін                                      | Спринт                  | 25:53.3   | 1 (0+1)      | 32    |
| Янь Син'юань                                    | Спринт                  | 26:16.7   | 1 (1+0)      | 40    |
| Чжан Чуньюй                                     | Спринт                  | 27:14.2   | 1 (0+1)      | 76    |
| Чжу Чженьюй                                     | Спринт                  | 27:28.6   | 3 (2+1)      | 81    |
| Чен Фанмін Янь Син'юань Чжу Чженьюй Чжан Чуньюй | Естафета                | 1:26:27.5 | 13 (2+11)    | 16    |

Жінки
| Спортсменка                                   | Дисципліна              | Час       | Хиби         | Місце |
| --------------------------------------------- | ----------------------- | --------- | ------------ | ----- |
| Чу Юаньмен                                    | Індивідуальні перегони  | 48:58.8   | 2 (0+30+0+2) | 35    |
| Дін Юйхуань                                   | Індивідуальні перегони  | 54:14.6   | 5 (2+1+0+2)  | 81    |
| Мен Фаньці                                    | Індивідуальні перегони  | 49:56.5   | 2 (0+0+0+2)  | 47    |
| Тан Цзялінь                                   | Індивідуальні перегони  | 51:16.0   | 4 (1+1+1+1)  | 59    |
| Тан Цзялінь                                   | Перегони переслідування | 41:48.3   | 4 (1+0+1+2)  | 53    |
| Чу Юаньмен                                    | Спринт                  | 23:32.6   | 2 (1+1)      | 61    |
| Дін Юйхуань                                   | Спринт                  | 24:33.1   | 2 (1+1)      | 76    |
| Мен Фаньці                                    | Спринт                  | 23:33.7   | 1 (1+0)      | 62    |
| Тан Цзялінь                                   | Спринт                  | 23:03.5   | 1 (1+0)      | 35    |
| Тан Цзялінь Чу Юаньмен Дін Юйхуань Мен Фаньці | Естафета                | 1:16:11.5 | 1+5          | 12    |

Змішані
| Спортсмени                                    | Дисципліна | Час       | Хиби      | Місце |
| --------------------------------------------- | ---------- | --------- | --------- | ----- |
| Чен Фанмін Чу Юаньмен Мен Фаньці Янь Син'юань | Естафета   | 1:11:28.1 | 12 (0+12) | 15    |

## Бобслей
| Спортсмен                               | Дисципліна          | 1-й заїзд | 1-й заїзд | 2-й заїзд | 2-й заїзд | 3-й заїзд | 3-й заїзд | 4-й заїзд | 4-й заїзд | Сума    | Сума  |
| Спортсмен                               | Дисципліна          | Час       | Місце     | Час       | Місце     | Час       | Місце     | Час       | Місце     | Час     | Місце |
| --------------------------------------- | ------------------- | --------- | --------- | --------- | --------- | --------- | --------- | --------- | --------- | ------- | ----- |
| Сунь Кайчжи У Цинцзе                    | Двійки (чоловіки)   | 1:00.04   | 19        | 1:00.01   | 9         | 59.99     | 13        | 1:00.25   | 15        | 4:00.29 | 14    |
| Лі Чуньцзянь Лю Вей                     | Двійки (чоловіки)   | 1:00.31   | 24        | 1:00.01   | 18        | 1:00.36   | 22        | Н/Д       | Н/Д       | 3:01.10 | 22    |
| Лі Чуньцзянь Дін Сун Є Цзєлун Ши Хао    | Четвірки (чоловіки) | 59.31     | 16        | 59.55     | 13        |           |           |           |           |         |       |
| Сунь Кайчжи У Цинцзе У Чжитао Чжень Хен | Четвірки (чоловіки) | 59.38     | 18        | 59.65     | 18        |           |           |           |           |         |       |
| Хуай Мінмін                             | Монобоб (жінки)     | 1:05.18   | 6         | 1:05.72   | 9         | 1:05.71   | 7         | 1:05.97   | 8         | 4:22.58 | 6     |
| Їн Цин                                  | Монобоб (жінки)     | 1:05.16   | 5         | 1:05.99   | 12        | 1:05.82   | 9         | 1:06.44   | 14        | 4:23.41 | 9     |
| Хуай Мінмін* Ван Сюйань                 | Двійки (жінки)      | 1:01.88   | 11        | 1:02.17   | 14        | 1:02.11   | 12        | 1:02.10   | 12        | 4:08.26 | 11    |
| Їн Цин* Ду Цзяні                        | Двійки (жінки)      | 1:01.92   | 14        | 1:02.19   | 15        | 1:02.29   | 17        | 1:02.09   | 11        | 4:08.49 | 14    |

* – Позначає пілота кожного боба

## Лижні перегони
Від Китаю як країни-господарки на Ігри кваліфікувалися чотири лижники і чотири лижниці, а ще додатково одна лижниця через перерозподіл квот.
Дистанційні перегони
Чоловіки
| Спортсмен                                  | Дисципліна             | Класичний стиль | Класичний стиль | Вільний стиль | Вільний стиль | Загалом   | Загалом     | Загалом |
| Спортсмен                                  | Дисципліна             | Час             | Місце           | Час           | Місце         | Час       | Відставання | Місце   |
| ------------------------------------------ | ---------------------- | --------------- | --------------- | ------------- | ------------- | --------- | ----------- | ------- |
| Ціжень Чжандуй                             | 15 км класичним стилем | Н/Д             | Н/Д             | Н/Д           | Н/Д           | 43:22.2   | +5:27.4     | 63      |
| Хадесі Баделіхань                          | 15 км класичним стилем | Н/Д             | Н/Д             | Н/Д           | Н/Д           | 42:48.1   | +4:53.3     | 57      |
| Лю Жуншен                                  | 15 км класичним стилем | Н/Д             | Н/Д             | Н/Д           | Н/Д           | 41:51.7   | +3:56.9     | 47      |
| Шан Цзіньцай                               | 15 км класичним стилем | Н/Д             | Н/Д             | Н/Д           | Н/Д           | 41:29.6   | +3:34.8     | 41      |
| Чень Дегень                                | 30 км скіатлон         | 45:55.6         | 60              | КОЛО          | КОЛО          | КОЛО      | КОЛО        | 59      |
| Хадесі Баделіхань                          | 30 км скіатлон         | 44:04.2         | 49              | КОЛО          | КОЛО          | КОЛО      | КОЛО        | 50      |
| Лю Жуншен                                  | 30 км скіатлон         | 43:19.3         | 45              | 41:05.6       | 37            | 1:24:59.6 | +8:49.8     | 38      |
| Шан Цзіньцай                               | 30 км скіатлон         | 43:03.2         | 41              | 43:08.8       | 48            | 1:26:48.2 | +10:38.4    | 49      |
| Чень Дегень                                | 50 км вільним стилем   | Н/Д             | Н/Д             | Н/Д           | Н/Д           | 1:18:14.1 | +6:41.4     | 41      |
| Хадесі Баделіхань                          | 50 км вільним стилем   | Н/Д             | Н/Д             | Н/Д           | Н/Д           | 1:19:45.9 | +8:13.2     | 45      |
| Лю Жуншен                                  | 50 км вільним стилем   | Н/Д             | Н/Д             | Н/Д           | Н/Д           | 1:19:58.5 | +8:25.8     | 48      |
| Ван Цян                                    | 50 км вільним стилем   | Н/Д             | Н/Д             | Н/Д           | Н/Д           | 1:19:53.5 | +8:20.8     | 46      |
| Чень Дегень Лю Жуншен Шан Цзіньцай Ван Цян | Естафета 4×10 км       | Н/Д             | Н/Д             | Н/Д           | Н/Д           | КОЛО      | КОЛО        | 13      |

Жінки
| Спортсменка                                | Дисципліна             | Класичний стиль | Класичний стиль | Вільний стиль | Вільний стиль | Загалом | Загалом     | Загалом |
| Спортсменка                                | Дисципліна             | Час             | Місце           | Час           | Місце         | Час     | Відставання | Місце   |
| ------------------------------------------ | ---------------------- | --------------- | --------------- | ------------- | ------------- | ------- | ----------- | ------- |
| Чі Чуньсюе                                 | 10 км класичним стилем | Н/Д             | Н/Д             | Н/Д           | Н/Д           | 31:10.6 | +3:04.3     | 39      |
| Дінігеер Їламуцзян                         | 10 км класичним стилем | Н/Д             | Н/Д             | Н/Д           | Н/Д           | 32:23.8 | +4:17.5     | 56      |
| Лі Сінь                                    | 10 км класичним стилем | Н/Д             | Н/Д             | Н/Д           | Н/Д           | 31:36.9 | +3:30.6     | 45      |
| Ма Цинхуа                                  | 10 км класичним стилем | Н/Д             | Н/Д             | Н/Д           | Н/Д           | 31:52.3 | +3:46.0     | 50      |
| Чі Чуньсюе                                 | 15 км скіатлон         | 24:45.5         | 35              | 23:40.7       | 34            | 49:08.3 | +4:54.6     | 34      |
| Дінігеер Їламуцзян                         | 15 км скіатлон         | 25:26.8         | 45              | 24:01.7       | 39            | 50:10.7 | +5:57.0     | 43      |
| Цзялінь Баяні                              | 15 км скіатлон         | 25:41.2         | 48              | 24:00.3       | 38            | 50:20.2 | +6:06.5     | 46      |
| Лі Сінь                                    | 15 км скіатлон         | 25:03.1         | 38              | 23:27.6       | 28            | 49:07.7 | +4:54.0     | 33      |
|                                            | 30 км вільним стилем   | Н/Д             | Н/Д             | Н/Д           | Н/Д           |         |             |         |
|                                            | 30 км вільним стилем   | Н/Д             |                 |               |               |         |             |         |
|                                            | 30 км вільним стилем   | Н/Д             |                 |               |               |         |             |         |
|                                            | 30 км вільним стилем   | Н/Д             |                 |               |               |         |             |         |
| Чі Чуньсюе Лі Сінь Цзялінь Баяні Ма Цинхуа | естафета 4×5 км        | Н/Д             | Н/Д             | Н/Д           | Н/Д           | 57:49.7 | +4:08.7     | 10      |

Спринт
Чоловіки і жінки
| Спортсмен            | Дисципліна                  | Кваліфікація | Кваліфікація | Чвертьфінали | Чвертьфінали | Півфінали    | Півфінали    | Фінал        | Фінал        |
| Спортсмен            | Дисципліна                  | Час          | Місце        | Час          | Місце        | Час          | Місце        | Час          | Місце        |
| -------------------- | --------------------------- | ------------ | ------------ | ------------ | ------------ | ------------ | ------------ | ------------ | ------------ |
| Ціжень Чжандуй       | Спринт (чоловіки)           | 3:03.22      | 60           | Не потрапив  | Не потрапив  | Не потрапив  | Не потрапив  | Не потрапив  | Не потрапив  |
| Лю Жуншен            | Спринт (чоловіки)           | 3:12.14      | 79           | Не потрапив  | Не потрапив  | Не потрапив  | Не потрапив  | Не потрапив  | Не потрапив  |
| Шан Цзіньцай         | Спринт (чоловіки)           | 3:06.52      | 67           | Не потрапив  | Не потрапив  | Не потрапив  | Не потрапив  | Не потрапив  | Не потрапив  |
| Ван Цян              | Спринт (чоловіки)           | 2:48.91      | 5 Q          | ДСК          | ДСК          | Не потрапив  | Не потрапив  | Не потрапив  | Не потрапив  |
| Ван Цян Шан Цзіньцай | Командний спринт (чоловіки) | Н/Д          | Н/Д          | Н/Д          | Н/Д          | 20:12.40     | 7            | Не потрапив  | 13           |
| Чі Чуньсюе           | Спринт (жінки)              | 3:25.31      | 38           | Не потрапила | Не потрапила | Не потрапила | Не потрапила | Не потрапила | Не потрапила |
| Дінігеер Їламуцзян   | Спринт (жінки)              | 3:34.55      | 56           | Не потрапила | Не потрапила | Не потрапила | Не потрапила | Не потрапила | Не потрапила |
| Цзялінь Баяні        | Спринт (жінки)              | 3:39.27      | 66           | Не потрапила | Не потрапила | Не потрапила | Не потрапила | Не потрапила | Не потрапила |
| Ма Цинхуа            | Спринт (жінки)              | 3:25.05      | 36           | Не потрапила | Не потрапила | Не потрапила | Не потрапила | Не потрапила | Не потрапила |
| Чі Чуньсюе Лі Сінь   | Командний спринт (жінки)    | Н/Д          | Н/Д          | Н/Д          | Н/Д          | 23:43.93     | 5            | Не потрапили | 11           |

## Керлінг
Підсумок
| Збірна                                             | Дисципліна          | Груповий етап         | Груповий етап                      | Груповий етап      | Груповий етап       | Груповий етап               | Груповий етап        | Груповий етап                       | Груповий етап               | Груповий етап         | Груповий етап | Півфінал         | Фінал / БМ       | Фінал / БМ   |
| Збірна                                             | Дисципліна          | Суперник Рахунок      | Суперник Рахунок                   | Суперник Рахунок   | Суперник Рахунок    | Суперник Рахунок            | Суперник Рахунок     | Суперник Рахунок                    | Суперник Рахунок            | Суперник Рахунок      | Місце         | Суперник Рахунок | Суперник Рахунок | Місце        |
| -------------------------------------------------- | ------------------- | --------------------- | ---------------------------------- | ------------------ | ------------------- | --------------------------- | -------------------- | ----------------------------------- | --------------------------- | --------------------- | ------------- | ---------------- | ---------------- | ------------ |
| Ма Сююе Цзоу Цян Ван Чжиюй Сюй Цзінтао Цзян Дунсюй | Чоловічий турнір    | Швеція (SWE) L 4–6    | Олімпійський комітет Росії · L 4–7 | Данія (DEN) W 5–4  | Італія (ITA) W 12–9 | Велика Британія (GBR) L 6–7 | США (USA) L 6–8      | Канада (CAN) L 8–10                 | Норвегія (NOR) W 8–6        | Швейцарія (SUI) W 6–5 | 5             | Не потрапили     | Не потрапили     | Не потрапили |
| Хань Юй Ван Жуй Дун Цзиці Чжан Ліцзюнь Цзян Сіньді | Жіночий турнір      | Данія (DEN) L 6–7     | Швейцарія (SUI) L 5–7              | США (USA) L 4–8    | Швеція (SWE) W 9–6  | Південна Корея (KOR) W 6–5  | Японія (JPN) L 2–10  | Олімпійський комітет Росії · L 5–11 | Велика Британія (GBR) W 8–4 | Канада (CAN) W 11–9   | 7             | Не потрапили     | Не потрапили     | Не потрапили |
| Фань Суюань Лін Чжи                                | Турнір змішаних пар | Швейцарія (SUI) W 7–6 | Австралія (AUS) W 6–5              | Швеція (SWE) L 6–7 | Канада (CAN) L 6–8  | США (USA) L 5–7             | Норвегія (NOR) L 6–9 | Велика Британія (GBR) L 5–6         | Італія (ITA) L 4–8          | Чехія (CZE) L 6–8     | 9             | Не потрапили     | Не потрапили     | Не потрапили |

### Чоловічий турнір
Чоловіча збірна Китаю (п'ять спортсменів) кваліфікувалася на Ігри як країна-господарка.
Після 12-ї сесії
| Легенда | Легенда             |
| ------- | ------------------- |
|         | Потрапили до плейоф |

| Країна                     | Скіп             | В | П | В–П      | КЗ | КП | ВЕ | ПЕ | ОЕ | ВЕ | ККД | DSC   |
| -------------------------- | ---------------- | - | - | -------- | -- | -- | -- | -- | -- | -- | --- | ----- |
| Велика Британія            | Брюс Моует       | 8 | 1 | –        | 63 | 44 | 39 | 31 | 5  | 10 | 88% | 18.81 |
| Швеція                     | Ніклас Едін      | 7 | 2 | –        | 64 | 44 | 43 | 30 | 10 | 11 | 86% | 14.02 |
| Канада                     | Бред Ґушу        | 5 | 4 | 1–0      | 58 | 50 | 34 | 38 | 7  | 7  | 84% | 26.49 |
| США                        | Джон Шустер      | 5 | 4 | 0–1      | 56 | 61 | 35 | 41 | 4  | 5  | 83% | 32.29 |
| Китай                      | Ма Сююе          | 4 | 5 | 2–1; 1–0 | 59 | 62 | 39 | 36 | 6  | 4  | 85% | 23.55 |
| Норвегія                   | Стеффен Вальстад | 4 | 5 | 2–1; 0–1 | 58 | 53 | 40 | 36 | 0  | 11 | 84% | 20.96 |
| Швейцарія                  | Петер де Круз    | 4 | 5 | 1–2; 1–0 | 51 | 54 | 33 | 38 | 13 | 3  | 84% | 15.74 |
| Олімпійський комітет Росії | Сергій Глухов    | 4 | 5 | 1–2; 0–1 | 58 | 58 | 33 | 38 | 6  | 6  | 81% | 33.72 |
| Італія                     | Жоель Реторна    | 3 | 6 | –        | 59 | 65 | 36 | 35 | 3  | 8  | 82% | 30.76 |
| Данія                      | Міккель Краусе   | 1 | 8 | –        | 36 | 71 | 30 | 39 | 3  | 2  | 78% | 32.84 |

Коловий турнір
Китай пропускав 4-ту, 8-му і 12-ту сесії.
| Майданчик D   | 1 | 2 | 3 | 4 | 5 | 6 | 7 | 8 | 9 | 10 | Загалом |
| Китай (Ма)    | 0 | 0 | 0 | 0 | 1 | 1 | 0 | 2 | 0 | 0  | 4       |
| Швеція (Едін) | 0 | 0 | 1 | 2 | 0 | 0 | 2 | 0 | 0 | 1  | 6       |

| Майданчик C                         | 1 | 2 | 3 | 4 | 5 | 6 | 7 | 8 | 9 | 10 | Загалом |
| Китай (Ма)                          | 1 | 1 | 0 | 1 | 0 | 0 | 0 | 1 | 0 | X  | 4       |
| Олімпійський комітет Росії (Глухов) | 0 | 0 | 1 | 0 | 1 | 1 | 0 | 0 | 4 | X  | 7       |

| Майданчик D    | 1 | 2 | 3 | 4 | 5 | 6 | 7 | 8 | 9 | 10 | Загалом |
| Данія (Краусе) | 0 | 1 | 0 | 1 | 0 | 1 | 0 | 1 | 0 | 0  | 4       |
| Китай (Ма)     | 1 | 0 | 1 | 0 | 2 | 0 | 1 | 0 | 0 | 0  | 5       |

| Майданчик A      | 1 | 2 | 3 | 4 | 5 | 6 | 7 | 8 | 9 | 10 | Загалом |
| Італія (Реторна) | 0 | 1 | 0 | 3 | 0 | 2 | 1 | 0 | 2 | 0  | 9       |
| Китай (Ма)       | 2 | 0 | 3 | 0 | 3 | 0 | 0 | 3 | 0 | 1  | 12      |

| Майданчик B             | 1 | 2 | 3 | 4 | 5 | 6 | 7 | 8 | 9 | 10 | Загалом |
| Китай (Ма)              | 1 | 0 | 0 | 2 | 0 | 0 | 0 | 0 | 1 | 2  | 6       |
| Велика Британія (Моует) | 0 | 4 | 0 | 0 | 0 | 0 | 0 | 3 | 0 | 0  | 7       |

| Майданчик D  | 1 | 2 | 3 | 4 | 5 | 6 | 7 | 8 | 9 | 10 | Загалом |
| Китай (Ма)   | 1 | 0 | 1 | 0 | 1 | 0 | 0 | 2 | 1 | 0  | 6       |
| США (Шустер) | 0 | 2 | 0 | 3 | 0 | 2 | 0 | 0 | 0 | 1  | 8       |

| Майданчик B   | 1 | 2 | 3 | 4 | 5 | 6 | 7 | 8 | 9 | 10 | Загалом |
| Канада (Ґушу) | 0 | 2 | 0 | 2 | 0 | 2 | 0 | 3 | 0 | 1  | 10      |
| Китай (Ма)    | 1 | 0 | 2 | 0 | 2 | 0 | 1 | 0 | 2 | 0  | 8       |

| Майданчик C         | 1 | 2 | 3 | 4 | 5 | 6 | 7 | 8 | 9 | 10 | Загалом |
| Норвегія (Вальстад) | 0 | 1 | 0 | 2 | 0 | 0 | 1 | 0 | 2 | 0  | 6       |
| Китай (Ма)          | 1 | 0 | 2 | 0 | 0 | 1 | 0 | 3 | 0 | 1  | 8       |

| Майданчик A         | 1 | 2 | 3 | 4 | 5 | 6 | 7 | 8 | 9 | 10 | Загалом |
| Китай (Ма)          | 0 | 0 | 1 | 0 | 2 | 0 | 0 | 1 | 0 | 2  | 6       |
| Швейцарія (де Круз) | 0 | 2 | 0 | 1 | 0 | 0 | 1 | 0 | 1 | 0  | 5       |

### Жіночий турнір
Жіноча збірна Китаю (п'ять спортсменок) кваліфікувалася на Ігри як країна-господарка.
Після 12-ї сесії
| Легенда | Легенда             |
| ------- | ------------------- |
|         | Потрапили до плейоф |

| Країна                     | Скіп               | В | П | В–П | КЗ | КП | ВЕ | ПЕ | ОЕ | ВЕ | ККД   | DSC   |
| -------------------------- | ------------------ | - | - | --- | -- | -- | -- | -- | -- | -- | ----- | ----- |
| Швейцарія                  | Сільвана Тірінзоні | 8 | 1 | –   | 67 | 46 | 44 | 36 | 4  | 12 | 81.6% | 19.14 |
| Швеція                     | Анна Гассельборг   | 7 | 2 | –   | 64 | 49 | 39 | 35 | 6  | 12 | 82.0% | 25.02 |
| Велика Британія            | Ів Мюргед          | 5 | 4 | 1–1 | 63 | 47 | 39 | 33 | 4  | 9  | 80.6% | 35.27 |
| Японія                     | Сацукі Фудзісава   | 5 | 4 | 1–1 | 64 | 62 | 40 | 36 | 2  | 13 | 82.3% | 36.00 |
| Канада                     | Дженніфер Джонс    | 5 | 4 | 1–1 | 71 | 59 | 42 | 41 | 1  | 14 | 80.4% | 45.44 |
| США                        | Табіта Пітерсон    | 4 | 5 | 2–0 | 60 | 64 | 40 | 39 | 2  | 12 | 79.5% | 33.87 |
| Китай                      | Хань Юй            | 4 | 5 | 1–1 | 56 | 67 | 38 | 41 | 3  | 10 | 79.6% | 30.06 |
| Південна Корея             | Кім Ин Джон        | 4 | 5 | 0–2 | 62 | 66 | 40 | 42 | 3  | 10 | 80.8% | 27.79 |
| Данія                      | Мадлен Дюпон       | 2 | 7 | –   | 50 | 68 | 33 | 41 | 7  | 0  | 77.2% | 23.36 |
| Олімпійський комітет Росії | Аліна Ковальова    | 1 | 8 | –   | 50 | 79 | 34 | 45 | 2  | 7  | 78.9% | 29.34 |

Коловий турнір
Китай пропускав 4-ту, 8-му і 12-ту сесії.
| Майданчик B   | 1 | 2 | 3 | 4 | 5 | 6 | 7 | 8 | 9 | 10 | Загалом |
| Данія (Дюпон) | 0 | 2 | 0 | 1 | 0 | 0 | 3 | 0 | 0 | 1  | 7       |
| Китай (Хань)  | 0 | 0 | 1 | 0 | 2 | 0 | 0 | 1 | 2 | 0  | 6       |

| Майданчик D           | 1 | 2 | 3 | 4 | 5 | 6 | 7 | 8 | 9 | 10 | Загалом |
| Китай (Хань)          | 0 | 1 | 0 | 1 | 0 | 1 | 0 | 2 | 0 | 0  | 5       |
| Швейцарія (Тірінзоні) | 1 | 0 | 1 | 0 | 1 | 0 | 2 | 0 | 1 | 1  | 7       |

| Майданчик A    | 1 | 2 | 3 | 4 | 5 | 6 | 7 | 8 | 9 | 10 | Загалом |
| США (Пітерсон) | 2 | 0 | 1 | 1 | 1 | 1 | 0 | 2 | 0 | X  | 8       |
| Китай (Хань)   | 0 | 1 | 0 | 0 | 0 | 0 | 2 | 0 | 1 | X  | 4       |

| Майданчик D          | 1 | 2 | 3 | 4 | 5 | 6 | 7 | 8 | 9 | 10 | Загалом |
| Швеція (Гассельборґ) | 0 | 0 | 2 | 0 | 0 | 2 | 2 | 0 | 0 | X  | 6       |
| Китай (Хань)         | 0 | 3 | 0 | 1 | 2 | 0 | 0 | 2 | 1 | X  | 9       |

| Майданчик C          | 1 | 2 | 3 | 4 | 5 | 6 | 7 | 8 | 9 | 10 | 11 | Загалом |
| Південна Корея (Кім) | 2 | 0 | 0 | 1 | 0 | 1 | 0 | 0 | 0 | 1  | 0  | 5       |
| Китай (Хань)         | 0 | 1 | 1 | 0 | 1 | 0 | 0 | 2 | 0 | 0  | 1  | 6       |

| Майданчик B        | 1 | 2 | 3 | 4 | 5 | 6 | 7 | 8 | 9 | 10 | Загалом |
| Китай (Хань)       | 0 | 1 | 0 | 0 | 0 | 1 | 0 | 0 | X | X  | 2       |
| Японія (Фудзісава) | 0 | 0 | 3 | 1 | 3 | 0 | 2 | 1 | X | X  | 10      |

| Майданчик A                            | 1 | 2 | 3 | 4 | 5 | 6 | 7 | 8 | 9 | 10 | Загалом |
| Китай (Хань)                           | 2 | 0 | 0 | 2 | 0 | 1 | 0 | 0 | X | X  | 5       |
| Олімпійський комітет Росії (Ковальова) | 0 | 1 | 1 | 0 | 4 | 0 | 3 | 2 | X | X  | 11      |

| Майданчик C              | 1 | 2 | 3 | 4 | 5 | 6 | 7 | 8 | 9 | 10 | Загалом |
| Китай (Хань)             | 0 | 0 | 1 | 0 | 1 | 0 | 2 | 0 | 3 | 1  | 8       |
| Велика Британія (Мюргед) | 1 | 0 | 0 | 1 | 0 | 1 | 0 | 1 | 0 | 0  | 4       |

| Майданчик D    | 1 | 2 | 3 | 4 | 5 | 6 | 7 | 8 | 9 | 10 | 11 | Загалом |
| Канада (Джонс) | 0 | 0 | 1 | 2 | 0 | 5 | 0 | 0 | 1 | 0  | 0  | 9       |
| Китай (Хань)   | 1 | 2 | 0 | 0 | 2 | 0 | 2 | 1 | 0 | 1  | 2  | 11      |

### Турнір змішаних пар
Китайська змішана пара (спортсмен і спортсменка) кваліфікувалася на Ігри як країна-господарка.
Підсумкове положення в коловому турнірі.
| Легенда | Легенда             |
| ------- | ------------------- |
|         | Потрапили до плейоф |

| Країна          | Спортсмени                            | В | П | В–П | КЗ | КП | ВЕ | ПЕ | ОЕ | ВЕ | ККД | DSC   |
| --------------- | ------------------------------------- | - | - | --- | -- | -- | -- | -- | -- | -- | --- | ----- |
| Італія          | Стефанія Константіні / Амос Мозанер   | 9 | 0 | –   | 79 | 48 | 43 | 28 | 0  | 17 | 79% | 25.34 |
| Норвегія        | Крістін Скаслієн / Магнус Недреготтен | 6 | 3 | 1–0 | 68 | 50 | 40 | 28 | 0  | 15 | 82% | 24.48 |
| Велика Британія | Дженніфер Доддс / Брюс Моует          | 6 | 3 | 0–1 | 60 | 50 | 38 | 33 | 0  | 12 | 79% | 22.48 |
| Швеція          | Альміда де Валь / Оскар Ерікссон      | 5 | 4 | 1–0 | 55 | 54 | 35 | 33 | 0  | 10 | 76% | 21.77 |
| Канада          | Рейчел Гомен / Джон Морріс            | 5 | 4 | 0–1 | 57 | 54 | 33 | 39 | 0  | 8  | 78% | 53.73 |
| Чехія           | Зузана Паулова / Томаш Паул           | 4 | 5 | –   | 50 | 65 | 29 | 39 | 1  | 7  | 75% | 33.41 |
| Швейцарія       | Женні Перре / Мартін Ріос             | 3 | 6 | 1–0 | 55 | 58 | 32 | 39 | 0  | 6  | 73% | 39.04 |
| США             | Вікі Персінджер / Кріс Плайс          | 3 | 6 | 0–1 | 50 | 67 | 34 | 36 | 0  | 9  | 74% | 27.29 |
| Китай           | Фань Суюань / Лін Чжи                 | 2 | 7 | 1–0 | 51 | 64 | 34 | 36 | 0  | 7  | 74% | 17.81 |
| Австралія       | Талі Ґілл / Дін Г'юїтт                | 2 | 7 | 0–1 | 52 | 67 | 31 | 38 | 1  | 8  | 72% | 50.51 |

Коловий турнір
Китай пропускав 3-тю, 5-ту, 7-му і 12-ту сесії.
| Майданчик D              | 1 | 2 | 3 | 4 | 5 | 6 | 7 | 8 | Загалом |
| Китай (Фань / Лін)       | 1 | 1 | 1 | 0 | 1 | 0 | 2 | 0 | 7       |
| Швейцарія (Перре / Ріос) | 0 | 0 | 0 | 2 | 0 | 3 | 0 | 1 | 6       |

| Майданчик A               | 1 | 2 | 3 | 4 | 5 | 6 | 7 | 8 | Загалом |
| Австралія (Ґілл / Г'юїтт) | 0 | 1 | 0 | 0 | 0 | 3 | 0 | 1 | 5       |
| Китай (Фань / Лін)        | 1 | 0 | 2 | 0 | 1 | 0 | 2 | 0 | 6       |

| Майданчик C                 | 1 | 2 | 3 | 4 | 5 | 6 | 7 | 8 | Загалом |
| Китай (Фань / Лін)          | 0 | 2 | 0 | 1 | 1 | 0 | 2 | 0 | 6       |
| Швеція (де Валь / Ерікссон) | 1 | 0 | 2 | 0 | 0 | 1 | 0 | 3 | 7       |

| Майданчик B             | 1 | 2 | 3 | 4 | 5 | 6 | 7 | 8 | Загалом |
| Китай (Фань / Лін)      | 1 | 0 | 0 | 2 | 0 | 1 | 0 | 2 | 6       |
| Канада (Гомен / Морріс) | 0 | 2 | 2 | 0 | 2 | 0 | 2 | 0 | 8       |

| Майданчик A              | 1 | 2 | 3 | 4 | 5 | 6 | 7 | 8 | Загалом |
| Китай (Фань / Лін)       | 0 | 1 | 0 | 2 | 0 | 2 | 0 | X | 5       |
| США (Персінджер / Плайс) | 2 | 0 | 1 | 0 | 3 | 0 | 1 | X | 7       |

| Майданчик B                       | 1 | 2 | 3 | 4 | 5 | 6 | 7 | 8 | Загалом |
| Норвегія (Скаслієн / Недреґоттен) | 0 | 2 | 1 | 1 | 0 | 5 | 0 | X | 9       |
| Китай (Фань / Лін)                | 1 | 0 | 0 | 0 | 2 | 0 | 3 | X | 6       |

| Майданчик B                     | 1 | 2 | 3 | 4 | 5 | 6 | 7 | 8 | Загалом |
| Велика Британія (Доддс / Моует) | 1 | 0 | 0 | 0 | 3 | 1 | 0 | 1 | 6       |
| Китай (Фань / Лін)              | 0 | 2 | 1 | 1 | 0 | 0 | 1 | 0 | 5       |

| Майданчик C                    | 1 | 2 | 3 | 4 | 5 | 6 | 7 | 8 | Загалом |
| Італія (Константіні / Мозанер) | 3 | 1 | 0 | 1 | 0 | 1 | 1 | 1 | 8       |
| Китай (Фань / Лін)             | 0 | 0 | 1 | 0 | 3 | 0 | 0 | 0 | 4       |

| Майданчик D            | 1 | 2 | 3 | 4 | 5 | 6 | 7 | 8 | Загалом |
| Чехія (Паулова / Паул) | 0 | 1 | 0 | 0 | 0 | 4 | 1 | 2 | 8       |
| Китай (Фань / Лін)     | 1 | 0 | 3 | 1 | 1 | 0 | 0 | 0 | 6       |

## Фігурне катання
На Чемпіонаті світу 2021 року в Стокгольмі Китай здобув по одному квотному місцю в чоловічому та жіночому одиночному катанні, два квотні місця в парному катанні і одне квотне місце в танцях на льоду.
| Спортсмен             | Дисципліна                   | КП / КТ | КП / КТ | ДП / ДТ     | ДП / ДТ     | Загалом     | Загалом     |
| Спортсмен             | Дисципліна                   | Бали    | Місце   | Бали        | Місце       | Бали        | Місце       |
| --------------------- | ---------------------------- | ------- | ------- | ----------- | ----------- | ----------- | ----------- |
| Цзінь Боян            | Одиночні змагання (чоловіки) | 90.98   | 11 Q    | 179.45      | 8           | 270.43      | 9           |
| Чжу Ї                 | Одиночні змагання (жінки)    | 53.44   | 27      | Не потрапив | Не потрапив | Не потрапив | Не потрапив |
| Пен Чен Цзінь Ян      | Пари                         | 76.10   | 5 Q     | 138.74      | 6           | 214.84      | 5           |
| Суй Веньцзін Хань Цун | Пари                         | 84.41   | 1 Q     | 155.47      | 1           | 239.88      | 1           |
| Ван Шиюе Лю Сінью     | Танці на льоду               | 73.41   | 12 Q    | 111.01      | 12          | 184.42      | 12          |

Команда
| Спортсмени                                                                                | Дисципліна      | Коротка програма/Короткий танець | Коротка програма/Короткий танець | Коротка програма/Короткий танець | Коротка програма/Короткий танець | Коротка програма/Короткий танець | Коротка програма/Короткий танець | Вільне катання/Вільний танець | Вільне катання/Вільний танець | Вільне катання/Вільний танець | Вільне катання/Вільний танець | Вільне катання/Вільний танець | Вільне катання/Вільний танець |
| Спортсмени                                                                                | Дисципліна      | Чоловіки                         | Жінки                            | Пари                             | Танець на льоду                  | Загалом                          | Загалом                          | Чоловіки                      | Жінки                         | Пари                          | Танець на льоду               | Загалом                       | Загалом                       |
| Спортсмени                                                                                | Дисципліна      | Бали Командні бали               | Бали Командні бали               | Бали Командні бали               | Бали Командні бали               | Бали                             | Місце                            | Бали Командні бали            | Бали Командні бали            | Бали Командні бали            | Бали Командні бали            | Бали                          | Місце                         |
| ----------------------------------------------------------------------------------------- | --------------- | -------------------------------- | -------------------------------- | -------------------------------- | -------------------------------- | -------------------------------- | -------------------------------- | ----------------------------- | ----------------------------- | ----------------------------- | ----------------------------- | ----------------------------- | ----------------------------- |
| Цзінь Боян Чжу Ї Суй Веньцзін / Хань Цун (SP) Пен Чен / Цзінь Ян (FS) Ван Шиюе / Лю Сінью | Змішані команди | 82.87 5                          | 47.03 1                          | 82.83 10                         | 74.66 6                          | 22                               | 5                                | 155.04 7                      | 91.41 6                       | 131.75 8                      | 107.18 7                      | 50                            | 5                             |

## Фристайл
Акробатика
| Спортсмен   | Дисципліна            | Кваліфікація | Кваліфікація | Кваліфікація   | Кваліфікація   | Фінал        | Фінал        | Фінал        | Фінал        | Фінал        | Фінал        |
| Спортсмен   | Дисципліна            | 1-й стрибок  | 1-й стрибок  | 2-й стрибок    | 2-й стрибок    | 1-й стрибок  | 1-й стрибок  | 2-й стрибок  | 2-й стрибок  | 3-й стрибок  | 3-й стрибок  |
| Спортсмен   | Дисципліна            | Бали         | Місце        | Бали           | Місце          | Бали         | Місце        | Бали         | Місце        | Бали         | Місце        |
| ----------- | --------------------- | ------------ | ------------ | -------------- | -------------- | ------------ | ------------ | ------------ | ------------ | ------------ | ------------ |
| Цзя Цзун'ян | Акробатика (чоловіки) | 125.67       | 2 Q          | Bye            | Bye            | 123.45       | 5            | 88.69        | 12           | Не потрапив  | 7            |
| Ці Гуанпу   | Акробатика (чоловіки) | 127.88       | 1 Q          | Bye            | Bye            | 125.22       | 3            | 114.48       | 8            | 129.00       | 1            |
| Сунь Цзясюй | Акробатика (чоловіки) | 85.40        | 23           | 110.86         | 12             | Не потрапив  | Не потрапив  | Не потрапив  | Не потрапив  | Не потрапив  | Не потрапив  |
| Ван Сіньді  | Акробатика (чоловіки) | 114.60       | 12           | 98.19          | 8              | Не потрапив  | Не потрапив  | Не потрапив  | Не потрапив  | Не потрапив  | Не потрапив  |
| Кун Фанью   | Акробатика (жінки)    | 83.78        | 9            | 81.99          | 4 Q            | 102.71       | 3 Q          | 62.24        | 3            | 59.67        | 6            |
| Шао Ці      | Акробатика (жінки)    | 77.49        | 15           | 77.49          | 11             | Не потрапила | Не потрапила | Не потрапила | Не потрапила | Не потрапила | Не потрапила |
| Сюй Ментао  | Акробатика (жінки)    | 101.10       | 3 Q          | не брав участі | не брав участі | 103.89       | 2 Q          | DNS          | DNS          | 108.61       | 1            |

| Спортсмени                       | Дисципліна      | Фінал 1 | Фінал 1 | Фінал 2 | Фінал 2 |
| Спортсмени                       | Дисципліна      | Бали    | Місце   | Бали    | Місце   |
| -------------------------------- | --------------- | ------- | ------- | ------- | ------- |
| Сюй Ментао Цзя Цзун'ян Ці Гуанпу | Змішані команди | 336.89  | 1       | 324.22  | 2       |

Могул
| Спортсмен | Дисципліна       | Кваліфікація | Кваліфікація | Кваліфікація | Кваліфікація | Кваліфікація | Кваліфікація | Кваліфікація | Кваліфікація | Фінал        | Фінал        | Фінал        | Фінал        | Фінал        | Фінал        | Фінал        | Фінал        | Фінал        | Фінал        | Фінал        | Фінал     |
| Спортсмен | Дисципліна       | 1-й спуск    | 1-й спуск    | 1-й спуск    | 1-й спуск    | 2-й спуск    | 2-й спуск    | 2-й спуск    | 2-й спуск    | 1-й спуск    | 1-й спуск    | 1-й спуск    | 1-й спуск    | 2-й спуск    | 2-й спуск    | 2-й спуск    | 2-й спуск    | 3-й спуск    | 3-й спуск    | 3-й спуск    | 3-й спуск |
| Спортсмен | Дисципліна       | Час          | Бали         | Загалом      | Місце        | Час          | Бали         | Загалом      | Місце        | Час          | Бали         | Загалом      | Місце        | Час          | Бали         | Загалом      | Місце        | Час          | Бали         | Загалом      | Місце     |
| --------- | ---------------- | ------------ | ------------ | ------------ | ------------ | ------------ | ------------ | ------------ | ------------ | ------------ | ------------ | ------------ | ------------ | ------------ | ------------ | ------------ | ------------ | ------------ | ------------ | ------------ | --------- |
| Чжао Ян   | Могул (чоловіки) | 28.09        | 50.51        | 61.47        | 28           | 26.42        | 51.79        | 64.95        | 20           | Не потрапив  | Не потрапив  | Не потрапив  | Не потрапив  | Не потрапив  | Не потрапив  | Не потрапив  | Не потрапив  | Не потрапив  | Не потрапив  | Не потрапив  | 30        |
| Лі Нань   | Могул (жінки)    | 31.76        | 51.11        | 63.32        | 19           | 46.17        | 10.67        | 10.67        | 15           | Не потрапила | Не потрапила | Не потрапила | Не потрапила | Не потрапила | Не потрапила | Не потрапила | Не потрапила | Не потрапила | Не потрапила | Не потрапила | 25        |

Скікрос
| Спортсменка  | Дисципліна      | № Посіву | № Посіву | 1/8 фіналу | Чвертьфінал  | Півфінал     | Фінал        | Фінал        |
| Спортсменка  | Дисципліна      | Час      | Місце    | Місце      | Місце        | Місце        | Місце        | Місце        |
| ------------ | --------------- | -------- | -------- | ---------- | ------------ | ------------ | ------------ | ------------ |
| Пу Жуй       | Скікрос (жінки) | 1:30.01  | 25       | 4          | Не потрапила | Не потрапила | Не потрапила | Не потрапила |
| Жань Хун'юнь | Скікрос (жінки) | 1:25.85  | 24       | 3          | Не потрапила | Не потрапила | Не потрапила | Не потрапила |

Хафпайп, слоупстайл і біг-ейр
| Спортсмен   | Дисципліна            | Кваліфікація | Кваліфікація | Кваліфікація | Кваліфікація | Кваліфікація | Фінал        | Фінал        | Фінал        | Фінал        | Фінал        |              |
| Спортсмен   | Дисципліна            | 1-ша спроба  | 2-га спроба  | 3-тя спроба  | Найкраща     | Місце        | 1-ша спроба  | 2-га спроба  | 3-тя спроба  | Найкраща     | Місце        |              |
| ----------- | --------------------- | ------------ | ------------ | ------------ | ------------ | ------------ | ------------ | ------------ | ------------ | ------------ | ------------ | ------------ |
| Хе Бінхань  | Хафпайп (чоловіки)    | 45.00        | 17.75        | Н/Д          | 45.00        | 21           | Не потрапив  | Не потрапив  | Не потрапив  | Не потрапив  | Не потрапив  | Не потрапив  |
| Мао Бінцян  | Хафпайп (чоловіки)    | 62.75        | 66.25        | Н/Д          | 66.25        | 14           | Не потрапив  | Не потрапив  | Не потрапив  | Не потрапив  | Не потрапив  | Не потрапив  |
| Сунь Цзинбо | Хафпайп (чоловіки)    | 4.25         | 48.75        | Н/Д          | 48.75        | 18           | Не потрапив  | Не потрапив  | Не потрапив  | Не потрапив  | Не потрапив  | Не потрапив  |
| Ван Хайчжуо | Хафпайп (чоловіки)    | 37.00        | 9.25         | Н/Д          | 37.00        | 22           | Не потрапив  | Не потрапив  | Не потрапив  | Не потрапив  | Не потрапив  | Не потрапив  |
| Хе Дзіньбо  | Слоупстайл (чоловіки) | 42.83        | 20.85        | Н/Д          | 42.83        | 21           | Не потрапив  | Не потрапив  | Не потрапив  | Не потрапив  | Не потрапив  |              |
| Ейлін Гу    | Біг-ейр (жінки)       | 89.00        | 24.50        | 72.25        | 161.25       | 5            | 93.75        | 88.50        | 94.50        | 188.25       | 1            |              |
| Ян Шуожуй   | Біг-ейр (жінки)       | 38.25        | 40.50        | 55.50        | 96.00        | 20           | Не потрапила | Не потрапила | Не потрапила | Не потрапила | Не потрапила |              |
| Ейлін Гу    | Хафпайп (жінки)       | 93.75        | 95.50        | Н/Д          | 95.50        | 1 Q          | 93.25        | 95.25        | 30.00        | 95.25        | 1            |              |
| Лі Фанхуей  | Хафпайп (жінки)       | 84.75        | 19.25        | Н/Д          | 84.75        | 7 Q          | 81.75        | 86.50        | 16.75        | 86.50        | 5            |              |
| У Мен       | Хафпайп (жінки)       | 12.50        | 67.75        | Н/Д          | 67.75        | 16           | Не потрапила | Не потрапила | Не потрапила | Не потрапила | Не потрапила | Не потрапила |
| Чжан Кесінь | Хафпайп (жінки)       | 77.50        | 86.50        | Н/Д          | 86.50        | 5 Q          | 78.75        | 25.75        | 3.25         | 78.75        | 7            |              |
| Ейлін Гу    | Слоупстайл (жінки)    | 57.28        | 79.38        | Н/Д          | 79.38        | 3 Q          | 69.90        | 16.98        | 86.23        | 86.23        | 2            |              |
| Ян Шуожуй   | Слоупстайл (жінки)    | 18.46        | 39.05        | Н/Д          | 39.05        | 23           | Не потрапила | Не потрапила | Не потрапила | Не потрапила | Не потрапила |              |

## Хокей
Від Китаю як країни-господарки кваліфікувалися чоловіча збірна (25 спортсменів) і жіноча збірна (23 спортсменки).
Через відсутність власних кваліфікованих хокеїстів Китай мусив наймати гравців з-за кордону. У складі чоловічої збірної було одинадцять канадців, дев'ять китайців, три американці й один росіянин. Через надзвичайно погані результати відвідуваність їхніх матчів була під питанням, хоча вони й автоматично кваліфікувались як господарі.
Підсумок

Легенда:
- OT – Додатковий час
- GWS – Пробиттям булітів

| Збірна                | Дисципліна | Груповий етап    | Груповий етап    | Груповий етап    | Груповий етап    | Груповий етап | Кваліфікаційний плейоф | Чвертьфінал      | Півфінал         | Фінал / БМ       | Фінал / БМ |
| Збірна                | Дисципліна | Суперник Рахунок | Суперник Рахунок | Суперник Рахунок | Суперник Рахунок | Місце         | Суперник Рахунок       | Суперник Рахунок | Суперник Рахунок | Суперник Рахунок | Місце      |
| --------------------- | ---------- | ---------------- | ---------------- | ---------------- | ---------------- | ------------- | ---------------------- | ---------------- | ---------------- | ---------------- | ---------- |
| Чоловіча збірна Китаю | Чоловіки   | США L 0–8        | Німеччина L 2–3  | Канада L 0–5     | Н/Д              | 4             | Канада L 2–7           | Не потрапили     | Не потрапили     | Не потрапили     | 12         |
| Жіноча збірна Китаю   | Жінки      | Чехія L 1–3      | Данія W 3–1      | Японія W 2–1     | Швеція L 1–2     | 4             | Н/Д                    | Не потрапили     | Не потрапили     | Не потрапили     | 9          |

### Чоловічий турнір
Збірна Китаю з хокею із шайбою кваліфікувалась як країна-господарка.
Склад збірної
Склад збірної оголошено 28 січня 2022 року.
Через відсутність власних кваліфікованих гравців, Китай мусив їх наймати за кордоном. Чоловіча збірна мала у своєму складі 11 канадців, 9 китайців, 3 американців і 1 росіянина.
Головний тренер:  Івано Занатта
| № | Поз. | Ім'я          | Зріст  | Вага  | Дата народження                 | Команда           |
| - | ---- | ------------- | ------ | ----- | ------------------------------- | ----------------- |
|   | В    | Пенфей Хань   | 1,81 м | 75 кг | 29 травня 1991 (вік 30 років)   | Куньлунь Ред Стар |
|   | В    | Періс О'Браєн | 1,91 м | 82 кг | 15 квітня 2000 (вік 21 рік)     | Куньлунь Ред Стар |
|   | В    | Джеремі Сміт  | 1,83 м | 79 кг | 13 квітня 1989 (вік 32 роки)    | Куньлунь Ред Стар |
|   | З    | Джейк Челіос  | 1,88 м | 84 кг | 8 березня 1991 (вік 30 років)   | Куньлунь Ред Стар |
|   | З    | Цзимен Чень   | 1,78 м | 81 кг | 26 червня 1997 (вік 24 роки)    | Куньлунь Ред Стар |
|   | З    | Джейсон Фрам  | 1,8 м  | 88 кг | 23 квітня 1995 (вік 26 років)   | Куньлунь Ред Стар |
|   | З    | Денис Осипов  | 1,83 м | 90 кг | 9 травня 1987 (вік 34 роки)     | Куньлунь Ред Стар |
|   | З    | Тай Шульц     | 1,85 м | 91 кг | 5 березня 1997 (вік 24 роки)    | Куньлунь Ред Стар |
|   | З    | Раян Спроул   | 1,93 м | 91 кг | 13 січня 1993 (вік 29 років)    | Куньлунь Ред Стар |
|   | З    | Жуйнань Янь   | 1,89 м | 90 кг | 25 січня 2001 (вік 21 рік)      | Куньлунь Ред Стар |
|   | З    | Зак Юйень     | 1,85 м | 89 кг | 3 березня 1993 (вік 28 років)   | Куньлунь Ред Стар |
|   | З    | Пенфей Чжан   | 1,77 м | 67 кг | 9 травня 1998 (вік 23 роки)     | Куньлунь Ред Стар |
|   | Н    | Паркер Фу     | 1,85 м | 78 кг | 12 вересня 1998 (вік 23 роки)   | Куньлунь Ред Стар |
|   | Н    | Спенсер Фу    | 1,83 м | 86 кг | 19 травня 1994 (вік 27 років)   | Куньлунь Ред Стар |
|   | Н    | Цзянін Гуо    | 1,77 м | 77 кг | 26 квітня 2000 (вік 21 рік)     | Куньлунь Ред Стар |
|   | Н    | Корі Кейн     | 1,87 м | 94 кг | 15 вересня 1990 (вік 31 рік)    | Куньлунь Ред Стар |
|   | Н    | Люк Локхарт   | 1,77 м | 87 кг | 1 листопада 1992 (вік 29 років) | Куньлунь Ред Стар |
|   | Н    | Ітан Верек    | 1,88 м | 91 кг | 7 червня 1991 (вік 30 років)    | Куньлунь Ред Стар |
|   | Н    | Тайлер Вон    | 1,75 м | 78 кг | 28 лютого 1996 (вік 25 років)   | Куньлунь Ред Стар |
|   | Н    | Сюйдун Сян    | 1,75 м | 72 кг | 24 серпня 1995 (вік 26 років)   | Куньлунь Ред Стар |
|   | Н    | Цзюньчен Ян   | 1,8 м  | 82 кг | 16 вересня 2000 (вік 21 рік)    | Куньлунь Ред Стар |
|   | Н    | Руді Їн       | 1,85 м | 77 кг | 16 серпня 1998 (вік 23 роки)    | Куньлунь Ред Стар |
|   | Н    | Брендон Їп    | 1,85 м | 88 кг | 25 квітня 1985 (вік 36 років)   | Куньлунь Ред Стар |
|   | Н    | Цзесень Чжан  | 1,76 м | 65 кг | 19 грудня 1996 (вік 25 років)   | Куньлунь Ред Стар |
|   | Н    | Пітер Чжун    | 1,8 м  | 79 кг | 30 липня 1998 (вік 23 роки)     | Куньлунь Ред Стар |

Груповий етап
| Поз | Команда   | М | В | ВО | ПО | П | ГЗ | ГП | Різ | О | Кваліфікація           |
| --- | --------- | - | - | -- | -- | - | -- | -- | --- | - | ---------------------- |
| 1   | США       | 3 | 3 | 0  | 0  | 0 | 15 | 4  | +11 | 9 | Чвертьфінали           |
| 2   | Канада    | 3 | 2 | 0  | 0  | 1 | 12 | 5  | +7  | 6 | Кваліфікаційний плейоф |
| 3   | Німеччина | 3 | 1 | 0  | 0  | 2 | 6  | 10 | −4  | 3 | Кваліфікаційний плейоф |
| 4   | Китай (H) | 3 | 0 | 0  | 0  | 3 | 2  | 16 | −14 | 0 | Кваліфікаційний плейоф |

| 10 лютого 2022 21:10 v | США | 8–0 (1–0, 3–0, 4–0) | Китай | Державний палац спорту Пекіна (Пекін) 947 глядачів |

| звіт | звіт                                          | звіт     | звіт         | звіт                                                                               |
| --- | --------------------------------------------- | -------- | ------------ | ---------------------------------------------------------------------------------- |
| |                                               |          |              |                                                                                    |
| | Дрю Коммессо                                  | Воротарі | Джеремі Сміт | Судді: Мікко Каукокарі Міхаель Черріг Лінійні Судді: Лаурі Нікулайнен Дмитро Шишло |
| | голи:                                         |          |              | Судді: Мікко Каукокарі Міхаель Черріг Лінійні Судді: Лаурі Нікулайнен Дмитро Шишло |
| Бріссон (Ніс) – 10:38 / Кейтс (Фаррелл/Меєрс) – 25:32 / О'Нілл (Міл/Фейбер) – 31:13 / Фаррелл (Абруццезе) – 38:07 / Кампфер (Фаррелл/Меєрс) – 41:06 / Меєрс (Фаррелл) – 50:19 / Бенієрс (Абруццезе/Купер) – 52:00 / Фаррелл (Абделькадер/Геллесон) – 58:27 | 1–0 / 2–0 / 3–0 / 4–0 / 5–0 / 6–0 / 7–0 / 8–0 |          |              | Судді: Мікко Каукокарі Міхаель Черріг Лінійні Судді: Лаурі Нікулайнен Дмитро Шишло |
| |                                               |          |              | Судді: Мікко Каукокарі Міхаель Черріг Лінійні Судді: Лаурі Нікулайнен Дмитро Шишло |
| |                                               |          |              | Судді: Мікко Каукокарі Міхаель Черріг Лінійні Судді: Лаурі Нікулайнен Дмитро Шишло |
| |                                               |          |              | Судді: Мікко Каукокарі Міхаель Черріг Лінійні Судді: Лаурі Нікулайнен Дмитро Шишло |
| 10 хв | Штраф                                         | 10 хв    |              | Судді: Мікко Каукокарі Міхаель Черріг Лінійні Судді: Лаурі Нікулайнен Дмитро Шишло |
| |                                               |          |              |                                                                                    |
| | 55                                            | кидки    | 29           |                                                                                    |

| 12 лютого 2022 16:40 v | Німеччина | 3–2 (2–0, 1–1, 0–1) | Китай | Державний палац спорту Пекіна (Пекін) 804 глядачів |

| звіт                                                                     | звіт                        | звіт                                                  | звіт       | звіт                                                                          |
| ------------------------------------------------------------------------ | --------------------------- | ----------------------------------------------------- | ---------- | ----------------------------------------------------------------------------- |
|                                                                          |                             |                                                       |            |                                                                               |
|                                                                          | Денні аус ден Біркен        | Воротарі                                              | Оубан Юнлі | Судді: Стівен Рено Максим Сидоренко Лінійні Судді: Браян Олівер Їржі Ондрачек |
|                                                                          | голи:                       |                                                       |            | Судді: Стівен Рено Максим Сидоренко Лінійні Судді: Браян Олівер Їржі Ондрачек |
| Брандт – 13:33 / Гольцер (Кагун) – 16:24 / Кагун (Мюллер, Рідер) – 24:41 | 1–0 / 2–0 / 3–0 / 3–1 / 3–2 | 39:14 – Фу С. (Цзєке, Жуйан) / 49:00 – Ван (Є, Жуйан) |            | Судді: Стівен Рено Максим Сидоренко Лінійні Судді: Браян Олівер Їржі Ондрачек |
|                                                                          |                             |                                                       |            | Судді: Стівен Рено Максим Сидоренко Лінійні Судді: Браян Олівер Їржі Ондрачек |
|                                                                          |                             |                                                       |            | Судді: Стівен Рено Максим Сидоренко Лінійні Судді: Браян Олівер Їржі Ондрачек |
|                                                                          |                             |                                                       |            | Судді: Стівен Рено Максим Сидоренко Лінійні Судді: Браян Олівер Їржі Ондрачек |
| 12 хв                                                                    | Штраф                       | 6 хв                                                  |            | Судді: Стівен Рено Максим Сидоренко Лінійні Судді: Браян Олівер Їржі Ондрачек |
|                                                                          |                             |                                                       |            |                                                                               |
|                                                                          | 38                          | кидки                                                 | 16         |                                                                               |

| 13 лютого 2022 21:10 v | КНР | 0–5 (0–3, 0–1, 0–1) | Канада | Державний палац спорту Пекіна (Пекін) 904 глядачів |

| звіт  | звіт                        | звіт | звіт         | звіт                                                                          |
| ----- | --------------------------- | --- | ------------ | ----------------------------------------------------------------------------- |
|       |                             | |              |                                                                               |
|       | Оубань Юнлі                 | Воротарі | Метт Томкінс | Судді: Андріс Ансонс Ендрю Бруггемен Лінійні Судді: Даніел Гинек Гліб Лазарєв |
|       | голи:                       | |              | Судді: Андріс Ансонс Ендрю Бруггемен Лінійні Судді: Даніел Гинек Гліб Лазарєв |
|       | 0–1 / 0–2 / 0–3 / 0–4 / 0–5 | 02:09 – Стріт (Джонсон, О'Делл) / 06:44 – Тамбелліні (Ґрант, Вотерспун) / 10:06 – О'Делл (Го-Сенґ, Вотерспун) / 38:03 – Джонсон (Демерс, Віл) / 46:23 – Найт (Пауер, Го-Сенґ) (PP) |              | Судді: Андріс Ансонс Ендрю Бруггемен Лінійні Судді: Даніел Гинек Гліб Лазарєв |
|       |                             | |              | Судді: Андріс Ансонс Ендрю Бруггемен Лінійні Судді: Даніел Гинек Гліб Лазарєв |
|       |                             | |              | Судді: Андріс Ансонс Ендрю Бруггемен Лінійні Судді: Даніел Гинек Гліб Лазарєв |
|       |                             | |              | Судді: Андріс Ансонс Ендрю Бруггемен Лінійні Судді: Даніел Гинек Гліб Лазарєв |
| 10 хв | Штраф                       | 10 хв |              | Судді: Андріс Ансонс Ендрю Бруггемен Лінійні Судді: Даніел Гинек Гліб Лазарєв |
|       |                             | |              |                                                                               |
|       | 26                          | кидки | 44           |                                                                               |

Плейоф
| 15 лютого 2022 21:10 v | Канада | 7–2 (2–1, 3–1, 2–0) | Китай | Державний палац спорту Пекіна (Пекін) 994 глядачів |

| звіт | звіт                                                | звіт                                                             | звіт         | звіт                                                                               |
| --- | --------------------------------------------------- | ---------------------------------------------------------------- | ------------ | ---------------------------------------------------------------------------------- |
| |                                                     |                                                                  |              |                                                                                    |
| | Метт Томкінс                                        | Воротарі                                                         | Джеремі Сміт | Судді: Міхаель Черріг Крістіан Вікман Лінійні Судді: Давід Обвегесер Їржі Ондрачек |
| | голи:                                               |                                                                  |              | Судді: Міхаель Черріг Крістіан Вікман Лінійні Судді: Давід Обвегесер Їржі Ондрачек |
| Віл (Тамбелліні, Норо) (PP) – 06:57 / Віл (Стаал, Тамбелліні) (PP) - 09:55 / Тамбелліні (Норо, Віл) (PP) - 26:36 / Тамбелліні (PS) - 28:39 / О'Делл (Демерс, Джонсон) - 32:05 / Стаал (Мактавіш, Макбейн) - 55:55 / Макбейн (Норо, Тамбелліні) - 58:19 | 1–0 / 2–0 / 2–1 / 3–1 / 4–1 / 5–1 / 5–2 / 6–2 / 7–2 | 15:32 - Ань Цзянь (Верек) / 38:59 - Ань Цзянь (Чжун, Цзєке) (PP) |              | Судді: Міхаель Черріг Крістіан Вікман Лінійні Судді: Давід Обвегесер Їржі Ондрачек |
| |                                                     |                                                                  |              | Судді: Міхаель Черріг Крістіан Вікман Лінійні Судді: Давід Обвегесер Їржі Ондрачек |
| |                                                     |                                                                  |              | Судді: Міхаель Черріг Крістіан Вікман Лінійні Судді: Давід Обвегесер Їржі Ондрачек |
| |                                                     |                                                                  |              | Судді: Міхаель Черріг Крістіан Вікман Лінійні Судді: Давід Обвегесер Їржі Ондрачек |
| 15 хв | Штраф                                               | 18 хв                                                            |              | Судді: Міхаель Черріг Крістіан Вікман Лінійні Судді: Давід Обвегесер Їржі Ондрачек |
| |                                                     |                                                                  |              |                                                                                    |
| | 45                                                  | кидки                                                            | 29           |                                                                                    |

### Жіночий турнір
Жіноча збірна Китаю з хокею із шайбою кваліфікувалась як країна-господарка.
Склад збірної
Склад збірної оголошено 28 січня 2022 року.
Головний тренер :  Браян Ідалскі
| №  | Поз. | Ім'я         | Зріст  | Вага  | Дата народження                | Клуб           |
| -- | ---- | ------------ | ------ | ----- | ------------------------------ | -------------- |
| 2  | З    | Юй Байвей    | 1,66 м | 66 кг | 17 липня 1988 (вік 33 роки)    | KRS Vanke Rays |
| 5  | З    | Хуан Хуейер  | 1,62 м | 61 кг | 5 вересня 2000 (вік 21 рік)    | KRS Vanke Rays |
| 7  | Н    | Чжан Мен'їн  | 1,70 м | 68 кг | 22 грудня 1993 (вік 28 років)  | KRS Vanke Rays |
| 8  | Н    | Лінь Ціці    | 1,65 м | 64 кг | 12 травня 1996 (вік 25 років)  | KRS Vanke Rays |
| 10 | Н    | Хе синь      | 1,68 м | 58 кг | 24 липня 1996 (вік 25 років)   | KRS Vanke Rays |
| 15 | Н    | Ху Баочжень  | 1,72 м | 69 кг | 24 вересня 1994 (вік 27 років) | KRS Vanke Rays |
| 17 | Н    | Кан Мулань   | 1,62 м | 67 кг | 14 червня 2001 (вік 20 років)  | KRS Vanke Rays |
| 19 | Н    | Лінь Цзясинь | 1,60 м | 61 кг | 1 квітня 2002 (вік 19 років)   | KRS Vanke Rays |
| 23 | Н    | Фан Синь     | 1,70 м | 54 кг | 10 травня 1994 (вік 27 років)  | KRS Vanke Rays |
| 24 | В    | Ван Юйцин    | 1,69 м | 59 кг | 29 березня 1991 (вік 30 років) | KRS Vanke Rays |
| 26 | Н    | Гуань Їн'їн  | 1,67 м | 62 кг | 13 вересня 1995 (вік 26 років) | KRS Vanke Rays |
| 28 | З    | Анна Фей     | 1,69 м | 62 кг | 13 жовтня 2000 (вік 21 рік)    | KRS Vanke Rays |
| 33 | В    | Чжоу Цзяїн   | 1,75 м | 65 кг | 4 жовтня 1995 (вік 26 років)   | KRS Vanke Rays |
| 34 | Н    | Мі Ле        | 1,75 м | 75 кг | 16 лютого 1996 (вік 25 років)  | KRS Vanke Rays |
| 44 | Н    | Лі Бейка     | 1,78 м | 84 кг | 21 січня 1997 (вік 25 років)   | KRS Vanke Rays |
| 49 | З    | Ван Юйтін    | 1,70 м | 67 кг | 29 березня 1991 (вік 30 років) | KRS Vanke Rays |
| 51 | Н    | Чжан Сіфан   | 1,65 м | 63 кг | 20 грудня 2000 (вік 21 рік)    | KRS Vanke Rays |
| 66 | З    | Ля Цяньхуа   | 1,65 м | 65 кг | 6 червня 2002 (вік 19 років)   | KRS Vanke Rays |
| 88 | В    | Чень Тія     | 1,67 м | 68 кг | 3 вересня 2002 (вік 19 років)  | KRS Vanke Rays |
| 91 | F    | Лінь Ні      | 1,60 м | 58 кг | 29 квітня 1991 (вік 30 років)  | KRS Vanke Rays |
| 93 | З    | Лю Чжисинь   | 1,79 м | 78 кг | 25 квітня 1993 (вік 28 років)  | KRS Vanke Rays |
| 97 | З    | Чжао Цінань  | 1,70 м | 60 кг | 29 вересня 1997 (вік 24 роки)  | KRS Vanke Rays |
| 98 | Н    | Чжу Жуй      | 1,62 м | 58 кг | 23 квітня 1998 (вік 23 роки)   | KRS Vanke Rays |

Груповий етап
| Поз | Команда   | М | В | ВО | ПО | П | ГЗ | ГП | Різ | О | Кваліфікація     |
| --- | --------- | - | - | -- | -- | - | -- | -- | --- | - | ---------------- |
| 1   | Японія    | 4 | 2 | 1  | 1  | 0 | 13 | 7  | +6  | 9 | Чвертьфіналістки |
| 2   | Чехія     | 4 | 2 | 0  | 1  | 1 | 10 | 8  | +2  | 7 | Чвертьфіналістки |
| 3   | Швеція    | 4 | 2 | 0  | 0  | 2 | 7  | 8  | −1  | 6 | Чвертьфіналістки |
| 4   | Данія     | 4 | 1 | 0  | 0  | 3 | 7  | 14 | −7  | 3 | Вибули           |
| 5   | Китай (H) | 4 | 1 | 1  | 0  | 2 | 7  | 7  | 0   | 5 | Вибули           |

| 3 лютого 2022 12:10 v | Чехія | 3–1 (1–0, 1–1, 1–0) | Китай | Арена Укесон (Пекін) 499 глядачів |

| звіт | звіт                  | звіт                            | звіт     | звіт                                                                      |
| --- | --------------------- | ------------------------------- | -------- | ------------------------------------------------------------------------- |
| |                       |                                 |          |                                                                           |
| | Клара Песларова       | Воротарі                        | Чень Тія | Судді: Тіяна Гак Анніїна Нурмі Лінійні Судді: Анна Гаммар Юлія Кайнберґер |
| | голи:                 |                                 |          | Судді: Тіяна Гак Анніїна Нурмі Лінійні Судді: Анна Гаммар Юлія Кайнберґер |
| Радова (Ванішова, Мражова) – 10:38 / Кршишова (Нойбауерова, Чаянова) – 23:57 / Пейжлова (Горалкова) – 46:27 | 1–0 / 2–0 / 2–1 / 3–1 | 29:02 – Мі (Лінь, Ван Ют.) (PP) |          | Судді: Тіяна Гак Анніїна Нурмі Лінійні Судді: Анна Гаммар Юлія Кайнберґер |
| |                       |                                 |          | Судді: Тіяна Гак Анніїна Нурмі Лінійні Судді: Анна Гаммар Юлія Кайнберґер |
| |                       |                                 |          | Судді: Тіяна Гак Анніїна Нурмі Лінійні Судді: Анна Гаммар Юлія Кайнберґер |
| |                       |                                 |          | Судді: Тіяна Гак Анніїна Нурмі Лінійні Судді: Анна Гаммар Юлія Кайнберґер |
| 4 хв | Штраф                 | 6 хв                            |          | Судді: Тіяна Гак Анніїна Нурмі Лінійні Судді: Анна Гаммар Юлія Кайнберґер |
| |                       |                                 |          |                                                                           |
| | 36                    | кидки                           | 14       |                                                                           |

| 4 лютого 2022 12:10 v | Данія | 1–3 (1–0, 0–1, 0–2) | Китай | Арена Укесон (Пекін) |

| звіт                               | звіт  | звіт                                                       | звіт | звіт                                                                           |
| ---------------------------------- | ----- | ---------------------------------------------------------- | ---- | ------------------------------------------------------------------------------ |
|                                    |       |                                                            |      |                                                                                |
|                                    |       |                                                            |      | Судді: Дарія Єрмак Челсі Рейпін Лінійні Судді: Вероніка Ловенсне Ліннея Сайніо |
|                                    |       |                                                            |      |                                                                                |
| Франдсен (Сендерґор-Єнсен) – 08:06 |       | Лум (Юй, Вон) – 36:46 / Льянес (Лум) – 59:10 / Лум – 59:28 |      |                                                                                |
|                                    |       |                                                            |      |                                                                                |
|                                    |       |                                                            |      |                                                                                |
|                                    |       |                                                            |      |                                                                                |
| 6 хв                               | Штраф | 6 хв                                                       |      |                                                                                |
|                                    |       |                                                            |      |                                                                                |
|                                    | 23    | кидки                                                      | 32   |                                                                                |

| 6 лютого 2022 16:40 v | КНР | 2–1 GWS (0–1, 0–0, 1–0) (OT: 0–0) (SO: 1–0) | Японія | Арена Укесон (Пекін) 506 глядачів |

| звіт               | звіт       | звіт                                  | звіт           | звіт                                                                         |
| ------------------ | ---------- | ------------------------------------- | -------------- | ---------------------------------------------------------------------------- |
|                    |            |                                       |                |                                                                              |
|                    | Чжоу Цзяїн | Воротарі                              | Нана Фудзімото | Судді: Тіяна Гак Анніїна Нурмі Лінійні Судді: Єнні Хейккінен Юлія Кайнберґер |
|                    | голи:      |                                       |                | Судді: Тіяна Гак Анніїна Нурмі Лінійні Судді: Єнні Хейккінен Юлія Кайнберґер |
| Ху (Лі Б.) – 41:06 | 0–1 / 1–1  | 18:02 – Хосоямада (Койке, Осава) (PP) |                | Судді: Тіяна Гак Анніїна Нурмі Лінійні Судді: Єнні Хейккінен Юлія Кайнберґер |
|                    |            |                                       |                | Судді: Тіяна Гак Анніїна Нурмі Лінійні Судді: Єнні Хейккінен Юлія Кайнберґер |
|                    |            |                                       |                | Судді: Тіяна Гак Анніїна Нурмі Лінійні Судді: Єнні Хейккінен Юлія Кайнберґер |
|                    |            |                                       |                | Судді: Тіяна Гак Анніїна Нурмі Лінійні Судді: Єнні Хейккінен Юлія Кайнберґер |
| 6 хв               | Штраф      | 0 хв                                  |                | Судді: Тіяна Гак Анніїна Нурмі Лінійні Судді: Єнні Хейккінен Юлія Кайнберґер |
|                    |            |                                       |                |                                                                              |
|                    | 30         | кидки                                 | 33             |                                                                              |

| 7 лютого 2022 21:10 v | КНР | 1–2 (1–0, 0–2, 0–0) | Швеція | Арена Укесон (Пекін) 588 глядачів |

| звіт                   | звіт            | звіт                                                                  | звіт           | звіт                                                                           |
| ---------------------- | --------------- | --------------------------------------------------------------------- | -------------- | ------------------------------------------------------------------------------ |
|                        |                 |                                                                       |                |                                                                                |
|                        | Чжоу Цзяїн      | Воротарі                                                              | Емма Седерберґ | Судді: Анніїна Нурмі Анна Віґанд Лінійні Судді: Єнні Хейккінен Юлія Кайнберґер |
|                        | голи:           |                                                                       |                | Судді: Анніїна Нурмі Анна Віґанд Лінійні Судді: Єнні Хейккінен Юлія Кайнберґер |
| Кан (Лінь Цз.) – 05:16 | 1–0 / 1–1 / 1–2 | 25:14 – Вікнер-Зенкевич (PS) / 26:39 – Бувенґ (Нюлен Перссон, Ваксін) |                | Судді: Анніїна Нурмі Анна Віґанд Лінійні Судді: Єнні Хейккінен Юлія Кайнберґер |
|                        |                 |                                                                       |                | Судді: Анніїна Нурмі Анна Віґанд Лінійні Судді: Єнні Хейккінен Юлія Кайнберґер |
|                        |                 |                                                                       |                | Судді: Анніїна Нурмі Анна Віґанд Лінійні Судді: Єнні Хейккінен Юлія Кайнберґер |
|                        |                 |                                                                       |                | Судді: Анніїна Нурмі Анна Віґанд Лінійні Судді: Єнні Хейккінен Юлія Кайнберґер |
| 2 хв                   | Штраф           | 8 хв                                                                  |                | Судді: Анніїна Нурмі Анна Віґанд Лінійні Судді: Єнні Хейккінен Юлія Кайнберґер |
|                        |                 |                                                                       |                |                                                                                |
|                        | 33              | кидки                                                                 | 33             |                                                                                |

## Санний спорт
Одномісні сани
| Спортсмен    | Дисципліна | 1-й заїзд | 1-й заїзд | 2-й заїзд | 2-й заїзд | 3-й заїзд | 3-й заїзд | 4-й заїзд    | 4-й заїзд    | Сума     | Сума  |
| Спортсмен    | Дисципліна | Час       | Місце     | Час       | Місце     | Час       | Місце     | Час          | Місце        | Час      | Місце |
| ------------ | ---------- | --------- | --------- | --------- | --------- | --------- | --------- | ------------ | ------------ | -------- | ----- |
| Фань Дояо    | Чоловіки   | 58.848    | 23        | 58.883    | 21        | 58.895    | 25        | Не потрапив  | Не потрапив  | 2:56.626 | 24    |
| Ван Пейсюань | Жінки      | 1:00.986  | 29        | 1:00.391  | 28        | 1:00.025  | 28        | Не потрапила | Не потрапила | 3:01.402 | 29    |

Двомісні сани
| Спортсмени           | Дисципліна    | 1-й заїзд | 1-й заїзд | 2-й заїзд | 2-й заїзд | Сума     | Сума  |
| Спортсмени           | Дисципліна    | Час       | Місце     | Час       | Місце     | Час      | Місце |
| -------------------- | ------------- | --------- | --------- | --------- | --------- | -------- | ----- |
| Хуан Єбо Пен Цзюньюе | Двомісні сани | 1:00.732  | 17        | 1:00.840  | 17        | 2:01.572 | 17    |

Змішана естафета
| Спортсмени                                    | Дисципліна | Одномісні сани (жінки) | Одномісні сани (жінки) | Одномісні сани (чоловіки) | Одномісні сани (чоловіки) | Двомісні сани | Двомісні сани | Сума     | Сума  |
| Спортсмени                                    | Дисципліна | Час                    | Місце                  | Час                       | Місце                     | Час           | Місце         | Час      | Місце |
| --------------------------------------------- | ---------- | ---------------------- | ---------------------- | ------------------------- | ------------------------- | ------------- | ------------- | -------- | ----- |
| Ван Пейсюань Фань Дояо Хуан Єбо / Пен Цзюньюе | Естафета   | 1:01.947               | 13                     | 1:03.467                  | 11                        | 1:04.768      | 13            | 3:10.182 | 12    |

## Лижне двоборство
Від Китаю як країни господарки на Ігри кваліфікувався один лижний двоборець, і це був дебют країни в цьому виді спорту на зимових Олімпійських іграх.
| Спортсмен                                      | Дисципліна                               | Стрибки з трампліна | Стрибки з трампліна | Стрибки з трампліна | Лижні перегони | Лижні перегони | Загалом   | Загалом |
| Спортсмен                                      | Дисципліна                               | Відстань            | Бали                | Місце               | Час            | Місце          | Час       | Місце   |
| ---------------------------------------------- | ---------------------------------------- | ------------------- | ------------------- | ------------------- | -------------- | -------------- | --------- | ------- |
| Чжао Цзявень                                   | Індивідуальний нормальний трамплін/10 км | 81.0                | 59.0                | 42                  | 28:33.8        | 42             | 33:29.8   | 43      |
| Чжао Цзявень                                   | Індивідуальний великий трамплін/10 км    | 93.0                | 32.7                | 46                  | 29:33.1        | 45             | 36:41.1   | 45      |
| Чжао Цзихе Чжао Цзявень Гуо Юйхао Фань Хайбінь | командний великий трамплін/4×5 км        | 379.5               | 184.7               | 10                  | 58:07.1        | 10             | 1:04:35.1 | 10      |

## Шорт-трек
Від Китаю кваліфікувалися всі три естафетні команди і максимально можливі по п'ять спортсменів кожної статі.
Чоловіки
| Спортсмен                                | Дисципліна      | Попередній заїзд | Попередній заїзд | Чвертьфінал | Чвертьфінал | Півфінал    | Півфінал    | Фінал       | Фінал       |
| Спортсмен                                | Дисципліна      | Час              | Місце            | Час         | Місце       | Час         | Місце       | Час         | Місце       |
| ---------------------------------------- | --------------- | ---------------- | ---------------- | ----------- | ----------- | ----------- | ----------- | ----------- | ----------- |
| Жень Цзивей                              | 500 м           | 40.669           | 1 Q              | 40.714      | 3           | Не потрапив | Не потрапив | Не потрапив | Не потрапив |
| Сунь Лун                                 | 500 м           | 42.871           | 3 ADV            | 40.779      | 4           | Не потрапив | Не потрапив | Не потрапив | Не потрапив |
| У Дацзін                                 | 500 м           | 40.230           | 1 Q              | 40.528      | 1 Q         | 40.478      | 3 FB        | 41.157      | 6           |
| Лі Веньлун                               | 1000 м          | 1:23.140         | 3 q              | 1:30.550    | 2 Q         | 1:26.722    | 2 QA        | 1:29.917    | 2           |
| Жень Цзивей                              | 1000 м          | 1:23.772         | 1 Q              | 1:34.211    | 2 Q         | 1:26.576    | 1 QA        | 1:26.768    | 1           |
| У Дацзін                                 | 1000 м          | 1:23.927         | 1 Q              | 1:33.302    | 2 Q         | 1:23.928    | 2 QA        | 1:42.937    | 4           |
| Сунь Лун                                 | 1500 м          | Н/Д              | Н/Д              | 2:19.244    | 4           | Не потрапив | Не потрапив | Не потрапив | Не потрапив |
| Жень Цзивей                              | 1500 м          | Н/Д              | Н/Д              | 2:15.084    | 1 Q         | PEN         | PEN         | Не потрапив | Не потрапив |
| Чжан Тяньї                               | 1500 м          | Н/Д              | Н/Д              | –           | 6           | Не потрапив | Не потрапив | Не потрапив | Не потрапив |
| Li Wenlong Жень Цзивей Сунь Лун У Дацзін | Естафета 5000 м | Н/Д              | Н/Д              | Н/Д         | Н/Д         | 6:51.040    | 4 ADVA      | 6:51.654    | 5           |

Жінки
| Спортсменка                                | Дисципліна      | Попередній заїзд | Попередній заїзд | Чвертьфінал | Чвертьфінал | Півфінал     | Півфінал     | Фінал        | Фінал        |
| Спортсменка                                | Дисципліна      | Час              | Місце            | Час         | Місце       | Час          | Місце        | Час          | Місце        |
| ------------------------------------------ | --------------- | ---------------- | ---------------- | ----------- | ----------- | ------------ | ------------ | ------------ | ------------ |
| Фань Кесінь                                | 500 м           | 43.275           | 1 Q              | 1:03.594    | 3           | Не потрапила | Не потрапила | Не потрапила | Не потрапила |
| Цюй Чуньюй                                 | 500 м           | 42.691           | 2 Q              | 43.029      | 2 Q         | PEN          | PEN          | Не потрапила | Не потрапила |
| Чжан Ютін                                  | 500 м           | 43.233           | 2 Q              | 54.211      | 3 ADV       | 43.196       | 2 QA         | 42.803       | 4            |
| Хань Ютон                                  | 1000 м          | 1:27.401         | 2 Q              | 1:31.638    | 5           | Не потрапила | Не потрапила | Не потрапила | Не потрапила |
| Цюй Чуньюй                                 | 1000 м          | 1:30.342         | 1 Q              | 1:28.355    | 4           | Не потрапила | Не потрапила | Не потрапила | Не потрапила |
| Чжан Чутун                                 | 1000 м          | 1:27.910         | 3 q              | 1:29.755    | 4           | Не потрапила | Не потрапила | Не потрапила | Не потрапила |
| Хань Ютон                                  | 1500 м          | Н/Д              | Н/Д              | 2:21.191    | 3 Q         | 2:17.112     | 2 FA         | 2:19.060     | 7            |
| Чжан Чутун                                 | 1500 м          | Н/Д              | Н/Д              | 2:19.839    | 4 q         | 2:26.717     | 7            | Не потрапила | Не потрапила |
| Чжан Ютін                                  | 1500 м          | Н/Д              | Н/Д              | 2:22.161    | 3 Q         | 2:18.741     | 6            | Не потрапила | Не потрапила |
| Фань Кесінь Хань Ютон Цюй Чуньюй Чжан Ютін | Естафета 3000 м | Н/Д              | Н/Д              | Н/Д         | Н/Д         | 4:04.383     | 2 FA         | 4:03.863     | 3            |

Змішані
| Спортсмени                                            | Дисципліна      | Чвертьфінал | Чвертьфінал | Півфінал | Півфінал | Фінал    | Фінал |
| Спортсмени                                            | Дисципліна      | Час         | Місце       | Час      | Місце    | Час      | Місце |
| ----------------------------------------------------- | --------------- | ----------- | ----------- | -------- | -------- | -------- | ----- |
| Цюй Чуньюй Фань Кесінь У Дацзін Жень Цзивей Чжан Ютін | Естафета 2000 м | 2:37.535    | 1 Q         | 2:38.783 | 2 FA     | 2:37.348 | 1     |

Легенда кваліфікації: FA - Кваліфікувався до медального фіналу; FB - Кваліфікувався до втішного фіналу

## Скелетон
| Спортсмен   | Дисципліна | 1-й заїзд | 1-й заїзд | 2-й заїзд | 2-й заїзд | 3-й заїзд | 3-й заїзд | 4-й заїзд | 4-й заїзд | Сума    | Сума  |
| Спортсмен   | Дисципліна | Час       | Місце     | Час       | Місце     | Час       | Місце     | Час       | Місце     | Час     | Місце |
| ----------- | ---------- | --------- | --------- | --------- | --------- | --------- | --------- | --------- | --------- | ------- | ----- |
| Янь Веньган | Чоловіки   | 1:00.43   | 3         | 1:00.65   | 4         | 1:00.54   | 6         | 1:00.15   | 1         | 4:01.77 | 3     |
| Їнь Чжен    | Чоловіки   | 1:00.74   | 7         | 1:00.71   | 5         | 1:00.40   | 4         | 1:00.28   | 2         | 4:02.13 | 5     |
| Лі Юйсі     | Жінки      | 1:02.64   | 14        | 1:02.62   | 9         | 1:02.39   | 12        | 1:02.94   | 19        | 4:10.59 | 14    |
| Чжао Дань   | Жінки      | 1:02.26   | 3         | 1:02.40   | 5         | 1:02.53   | 16        | 1:02.33   | 9         | 4:09.52 | 9     |

## Стрибки з трампліна
Чоловіки
| Спортсмен                                 | Дисципліна                          | Кваліфікація | Кваліфікація | Кваліфікація | Перший раунд | Перший раунд | Перший раунд | Фінал        | Фінал        | Фінал        | Загалом      | Загалом      |
| Спортсмен                                 | Дисципліна                          | Відстань     | Бали         | Місце        | Відстань     | Бали         | Місце        | Відстань     | Бали         | Місце        | Бали         | Місце        |
| ----------------------------------------- | ----------------------------------- | ------------ | ------------ | ------------ | ------------ | ------------ | ------------ | ------------ | ------------ | ------------ | ------------ | ------------ |
| Сун Ціу                                   | Нормальний трамплін                 | 61.5         | 24.3         | 53           | Не потрапив  | Не потрапив  | Не потрапив  | Не потрапив  | Не потрапив  | Не потрапив  | Не потрапив  | Не потрапив  |
| Сун Ціу                                   | Великий трамплін                    | 94.5         | 50.7         | 55           | Не потрапив  | Не потрапив  | Не потрапив  | Не потрапив  | Не потрапив  | Не потрапив  | Не потрапив  | Не потрапив  |
| МЛю Їсінь Сун Ціу Чжень Вейцзє Чжоу Сяоян | Великий трамплін, командна першість | Н/Д          | Н/Д          | Н/Д          | 346.0        | 115.0        | 11           | Не потрапили | Не потрапили | Не потрапили | Не потрапили | Не потрапили |

Жінки
| Спортсменка | Дисципліна          | Перший раунд | Перший раунд | Перший раунд | Фінал        | Фінал        | Фінал        | Загалом | Загалом |
| Спортсменка | Дисципліна          | Відстань     | Бали         | Місце        | Відстань     | Бали         | Місце        | Бали    | Місце   |
| ----------- | ------------------- | ------------ | ------------ | ------------ | ------------ | ------------ | ------------ | ------- | ------- |
| Дун Бін     | Нормальний трамплін | 73.0         | 57.3         | 31           | Не потрапила | Не потрапила | Не потрапила | 57.3    | 31      |
| Пен Цин'юе  | Нормальний трамплін | 63.5         | 31.3         | 38           | Не потрапила | Не потрапила | Не потрапила | 31.3    | 38      |

Змішані
| Спортсмени                              | Дисципліна      | Перший раунд | Перший раунд | Перший раунд | Фінал        | Фінал        | Фінал        | Загалом      | Загалом      |
| Спортсмени                              | Дисципліна      | Відстань     | Бали         | Місце        | Відстань     | Бали         | Місце        | Бали         | Місце        |
| --------------------------------------- | --------------- | ------------ | ------------ | ------------ | ------------ | ------------ | ------------ | ------------ | ------------ |
| Дун Бін Пен Цин'юе Сун Ціу Чжао Цзявень | Змішані команди | 286.5        | 229.8        | 10           | Не потрапили | Не потрапили | Не потрапили | Не потрапили | Не потрапили |

## Сноубординг
Фристайл
Чоловіки
| Спортсмен   | Дисципліна | Кваліфікація | Кваліфікація | Кваліфікація | Кваліфікація | Кваліфікація | Фінал       | Фінал       | Фінал       | Фінал       | Фінал       |
| Спортсмен   | Дисципліна | 1-ша спроба  | 2-га спроба  | 3-тя спроба  | Найкраща     | Місце        | 1-ша спроба | 2-га спроба | 3-тя спроба | Найкраща    | Місце       |
| ----------- | ---------- | ------------ | ------------ | ------------ | ------------ | ------------ | ----------- | ----------- | ----------- | ----------- | ----------- |
| Су Їмін     | Біг-ейр    | 92.50        | 62.75        | 28.00        | 155.25       | 5 Q          | 89.50       | 93.00       | 33.00       | 182.50      | 1           |
| Фань Сяобін | Хафпайп    | 39.00        | 44.00        | Н/Д          | 44.00        | 16           | Не потрапив | Не потрапив | Не потрапив | Не потрапив | Не потрапив |
| Гао Хунбо   | Хафпайп    | 15.00        | НС           | Н/Д          | 15.00        | 25           | Не потрапив | Не потрапив | Не потрапив | Не потрапив | Не потрапив |
| Ґу Ао       | Хафпайп    | 50.25        | 58.50        | Н/Д          | 58.50        | 14           | Не потрапив | Не потрапив | Не потрапив | Не потрапив | Не потрапив |
| Ван Цзиян   | Хафпайп    | 20.25        | 7.50         | Н/Д          | 20.25        | 21           | Не потрапив | Не потрапив | Не потрапив | Не потрапив | Не потрапив |
| Су Їмін     | Слоупстайл | 86.80        | 41.93        | Н/Д          | 86.80        | 1 Q          | 78.38       | 88.70       | 66.58       | 88.70       | 2           |

Жінки
| Спортсменка | Дисципліна | Кваліфікація | Кваліфікація | Кваліфікація | Кваліфікація | Кваліфікація | Фінал        | Фінал        | Фінал        | Фінал        | Фінал        |
| Спортсменка | Дисципліна | 1-ша спроба  | 2-га спроба  | 3-тя спроба  | Найкраща     | Місце        | 1-ша спроба  | 2-га спроба  | 3-тя спроба  | Найкраща     | Місце        |
| ----------- | ---------- | ------------ | ------------ | ------------ | ------------ | ------------ | ------------ | ------------ | ------------ | ------------ | ------------ |
| Жун Ге      | Біг-ейр    | 10.75        | 64.00        | 65.75        | 129.75       | 9 Q          | 29.00        | 85.75        | 74.25        | 160.00       | 5            |
| Цай Сюетун  | Хафпайп    | 83.25        | 55.50        | Н/Д          | 83.25        | 3 Q          | 81.25        | 64.50        | 75.00        | 81.25        | 4            |
| Лю Цзяюй    | Хафпайп    | 15.25        | 72.25        | Н/Д          | 72.25        | 7 Q          | 11.25        | 4.75         | 73.50        | 73.50        | 8            |
| Цю Лен      | Хафпайп    | 63.50        | 66.25        | Н/Д          | 66.25        | 12 Q         | 53.75        | 9.50         | 18.75        | 53.75        | 12           |
| У Шаотун    | Хафпайп    | 10.25        | 16.75        | Н/Д          | 16.75        | 22           | Не потрапила | Не потрапила | Не потрапила | Не потрапила | Не потрапила |
| Жун Ге      | Слоупстайл | 29.36        | 13.01        | Н/Д          | 29.36        | 25           | Не потрапила | Не потрапила | Не потрапила | Не потрапила | Не потрапила |

Паралельні
| Спортсмен   | Дисципліна                    | Кваліфікація | Кваліфікація | 1/8 фіналу   | Чвертьфінал  | Півфінал     | Фінал        | Фінал        |
| Спортсмен   | Дисципліна                    | Час          | Місце        | Суперник Час | Суперник Час | Суперник Час | Суперник Час | Місце        |
| ----------- | ----------------------------- | ------------ | ------------ | ------------ | ------------ | ------------ | ------------ | ------------ |
| Бі Є        | Гігантський слалом (чоловіки) | 1:23.53      | 22           | Не потрапив  | Не потрапив  | Не потрапив  | Не потрапив  | Не потрапив  |
| Гон Найїн   | Гігантський слалом (жінки)    | 1:29.31      | 19           | Не потрапила | Не потрапила | Не потрапила | Не потрапила | Не потрапила |
| Цзан Жусінь | Гігантський слалом (жінки)    | 1:37.48      | 25           | Не потрапила | Не потрапила | Не потрапила | Не потрапила | Не потрапила |

Сноубордкрос
| Спортсменка | Дисципліна | № Посіву | № Посіву | 1/8 фіналу | Чвертьфінал  | Півфінал     | Фінал        | Фінал        |
| Спортсменка | Дисципліна | Час      | Місце    | Місце      | Місце        | Місце        | Місце        | Місце        |
| ----------- | ---------- | -------- | -------- | ---------- | ------------ | ------------ | ------------ | ------------ |
| Фен Хе      | Жінки      | 1:31.25  | 30       | 4          | Не потрапила | Не потрапила | Не потрапила | Не потрапила |

Легенда кваліфікації: FA – Кваліфікувався до медального раунду; FB – Кваліфікувався до втішного раунду

## Ковзанярський спорт
Від Китаю на Ігри кваліфікувалися 6 ковзанярів і 8 ковзанярок.
Чоловіки
| Спортсмен    | Дисципліна | Час     | Місце |
| ------------ | ---------- | ------- | ----- |
| Гао Тін'юй   | 500 м      | 34.32   | 1     |
| Ян Тао       | 500 м      | 35.162  | 21    |
| Лянь Цзивень | 1000 м     | 1:09.93 | 19    |
| Нін Чжун'янь | 1000 м     | 1:08.60 | 5     |
| Лянь Цзивень | 1500 м     | 1:49.15 | 27    |
| Нін Чжун'янь | 1500 м     | 1:45.28 | 7     |
| Ван Хаотянь  | 1500 м     | 1:47.13 | 20    |

Жінки
| Спортсменка   | Дисципліна | Час     | Місце |
| ------------- | ---------- | ------- | ----- |
| Цзинь Цзинчжу | 500 м      | 37.88   | 12    |
| Тінь Жуйнін   | 500 м      | 37.982  | 14    |
| Цзинь Цзинчжу | 1000 м     | 1:16.90 | 22    |
| Лі Ціши       | 1000 м     | 1:15.99 | 14    |
| Їнь Ці        | 1000 м     | 1:16.00 | 15    |
| Адаке Ахенер  | 1500 м     | 1:58.59 | 17    |
| Хань Мей      | 1500 м     | 1:56.08 | 11    |
| Їнь Ці        | 1500 м     | 1:57.00 | 15    |
| Адаке Ахенер  | 3000 м     | 4:12.28 | 17    |
| Хань Мей      | 3000 м     | 4:07.74 | 15    |
| Хань Мей      | 5000 м     | 7:08.37 | 11    |

Масстарт
| Спортсмен    | Дисципліна | Півфінал | Півфінал | Півфінал | Фінал       | Фінал       | Фінал |
| Спортсмен    | Дисципліна | Бали     | Час      | Місце    | Бали        | Час         | Місце |
| ------------ | ---------- | -------- | -------- | -------- | ----------- | ----------- | ----- |
| Нін Чжун'янь | Чоловіки   | 20       | 7:56.75  | 3        | 0           | 7:48.07     | 12    |
| Ван Хаотянь  | Чоловіки   | 0        | 7:46.30  | 12       | Не потрапив | Не потрапив | 23    |
| Гуо Дань     | Жінки      | 21       | 8:34.39  | 3        | 0           | 8:18.61     | 13    |
| Лі Ціши      | Жінки      | 23       | 8:29.01  | 3        | DQ          | DQ          | 16    |

Командні перегони переслідування
| Спортсмени                      | Дисципліна | Чвертьфінал                                | Чвертьфінал | Півфінал     | Півфінал     | Фінал                            | Фінал |
| Спортсмени                      | Дисципліна | Суперник Час                               | Місце       | Суперник Час | Місце        | Суперник Час                     | Місце |
| ------------------------------- | ---------- | ------------------------------------------ | ----------- | ------------ | ------------ | -------------------------------- | ----- |
| Лянь Цзивень Ван Хаотянь Сюй Фу | Чоловіки   | Олімпійський комітет Росії (ROC) L 3:52.25 | 8 FD        | Не потрапили | Не потрапили | Фінал D Італія (ITA) L 3:53.58   | 8     |
| Хань Мей Ахенаер Адаке Лі Ціши  | Жінки      | Японія (JPN) L3:00.58                      | 5 FC        | Не потрапили | Не потрапили | Final C Норвегія (NOR) W 2:58.33 | 5     |